# جنگ غزه
جنگ غزه از ۷ اکتبر ۲۰۲۳ میان اسرائیل و گروه‌های شبه‌نظامی فلسطینی به رهبری حماس در نوار غزه و اسرائیل جریان داشته است. جنگ غزه پانزدهمین جنگ در تاریخ درگیری‌های اسرائیل و غزه به‌شمار می‌رود و ادامه‌دهندهٔ بحران خاورمیانه است. نخستین روز این جنگ مرگ‌بارترین روز در تاریخ اسرائیل بود و این جنگ هم مرگبارترین جنگ برای فلسطینی‌ها در تاریخ درگیری فلسطین و اسرائیل محسوب می‌شود.
در ۷ اکتبر ۲۰۲۳، گروه‌های شبه‌نظامی تحت رهبری حماس حمله‌ای غافلگیرانه به اسرائیل انجام دادند که در آن ۱٫۱۹۵ اسرائیلی و اتباع خارجی، از جمله ۸۱۵ غیرنظامی، کشته شدند و  ۲۵۱ نفر به گروگان گرفته شدند. هدف اعلام شده این حمله، فشار به اسرائیل برای آزادسازی زندانیان فلسطینی بود. پس از پاکسازی شبه‌نظامیان از سرزمین‌های خود، اسرائیل حملات هوایی شدیدی را آغاز کرده و در ۲۷ اکتبر به غزه با اهداف اعلامی نابودی حماس و آزادسازی گروگان‌ها حمله کرد. نیروهای اسرائیلی در طول تهاجم، عملیات‌های مختلفی را انجام دادند که از جمله آن‌ها می‌توان به تهاجم رفح در مه ۲۰۲۴، سه نبرد در اطراف خان یونس، و محاصره شمال غزه از اکتبر ۲۰۲۴ اشاره کرد. نقاط بحرانی در طول جنگ که توجه جهانیان را جلب کرد شامل کشتار جشنواره موسیقی رعیم، ربایش و قتل خانواده بیباس، انفجار بیمارستان الاهلی عرب، کشتار آرد، کشتار تل السلطان، و قتل دختر پنج‌ساله‌ای به‌نام هند رجب بود. آتش‌بس موقتی در نوامبر ۲۰۲۳ به شکست انجامید و آتش‌بس دوم که در ژانویه ۲۰۲۵ برقرار شد، تا مارس ادامه داشت.
از آغاز حمله نظامی اسرائیل، طبق گزارش‌ها بیش از ۵۲٬۰۰۰ فلسطینی در غزه کشته شده‌اند که بیش از نیمی از آنان را زنان و کودکان تشکیل می‌دهند، و بیش از ۱۱۰٬۰۰۰ نفر نیز مجروح شده‌اند. اسرائیل رهبران حماس را در داخل و خارج از غزه ترور کرده است. محاصره شدید اسرائیل موجب قطع دسترسی به نیازهای اولیه شده و بحران شدید گرسنگی را به‌وجود آورده که خطر قحطی گسترده تا مه ۲۰۲۵ همچنان ادامه دارد. تا اوایل سال ۲۰۲۵، اسرائیل ویرانی بی‌سابقه‌ای در غزه به بار آورده و بخش‌های وسیعی از آن را غیرقابل سکونت کرده است؛ به‌طوری که شهرهایی به‌طور کامل با خاک یکسان شده و بیمارستان‌ها، زمین‌های کشاورزی، اماکن مذهبی و فرهنگی، مراکز آموزشی و حتی قبرستان‌ها نابود شده‌اند. روزنامه‌نگاران غزه، کارکنان بهداشت و دیگر اعضای جامعه مدنی بازداشت، شکنجه و کشته شده‌اند. تقریباً تمام جمعیت ۲٫۳ میلیونی فلسطینیان ساکن نوار غزه به‌صورت اجباری آواره شده‌اند. در اوج درگیری‌ها، بیش از ۱۰۰٬۰۰۰ اسرائیلی نیز در داخل کشور آواره شدند. گروه‌های مسلح فلسطینی و نیروهای اسرائیلی هر دو مرتکب شکنجه و خشونت جنسی شده‌اند.
کارشناس و سازمان‌های حقوق بشری اعلام کرده‌اند که اسرائیل و حماس مرتکب جنایات جنگی شده‌اند و اسرائیل در غزه مرتکب نسل‌کشی گردیده است. پرونده‌ای که اسرائیل را به ارتکاب نسل‌کشی متهم می‌کند، در دیوان بین‌المللی دادگستری در حال بررسی است، و دیوان کیفری بین‌المللی پس از تحقیقات، احکام دستگیری بنیامین نتانیاهو، یوآف گالانت و محمد ضیف را صادر کرده است؛ هرچند حکم دستگیری ضیف پس از کشته شدن او لغو گردید. اسرائیل از حمایت‌های گسترده نظامی و دیپلماتیک ایالات متحده بهره‌مند شده است و آمریکا چندین قطعنامه پیشنهادی برای آتش‌بس از سوی شورای امنیت سازمان ملل متحد را وتو کرده است. جنگ بازتاب‌های گسترده‌ای در سطح منطقه‌ای داشته است، به‌طوری‌که گروه‌های محور مقاومت در کشورهای مختلف عربی و همچنین ایران با ایالات متحده و اسرائیل درگیر شده‌اند. تا اواخر سال ۲۰۲۴، یک سال درگیری میان اسرائیل و حزب‌الله به حمله کوتاه‌مدت اسرائیل به لبنان و همچنین به سقوط رژیم اسد، و حمله مستمر اسرائیل به سوریه منجر شد. این جنگ همچنان تبعات عمده‌ای در سطح منطقه‌ای و بین‌المللی دارد، به‌طوری‌که اعتراضات گسترده‌ای در سراسر جهان برای آتش‌بس برگزار شده و شاهد افزایش یهودستیزی و فلسطین‌ستیزی نیز هست.

## نام‌گذاری
مبارزان فلسطینی حمله خود را عملیات طوفان الاقصی نامیدند (به عربی: عملیة طوفان الأقصى)، در حالی که اسرائیل عملیات متقابل خود را شمشیرهای آهنین نامید (به عبری: מבצע חרבות ברזל) چندین آژانس خبری و ناظران این درگیری را به عنوان انتفاضه سوم، پس از قیام‌های قبلی فلسطین در انتفاضه اول و دوم توصیف کرده‌اند. برخی دیگر به علت همزمانی روز حمله با جشن سوکوت از آن به عنوان جنگ سوکوت یاد کرده‌اند. بسیاری از تحلیلگران و مقامات، حمله اولیه را «لحظه ۱۱ سپتامبر اسرائیل» توصیف کرده‌اند.

## پیش‌زمینه

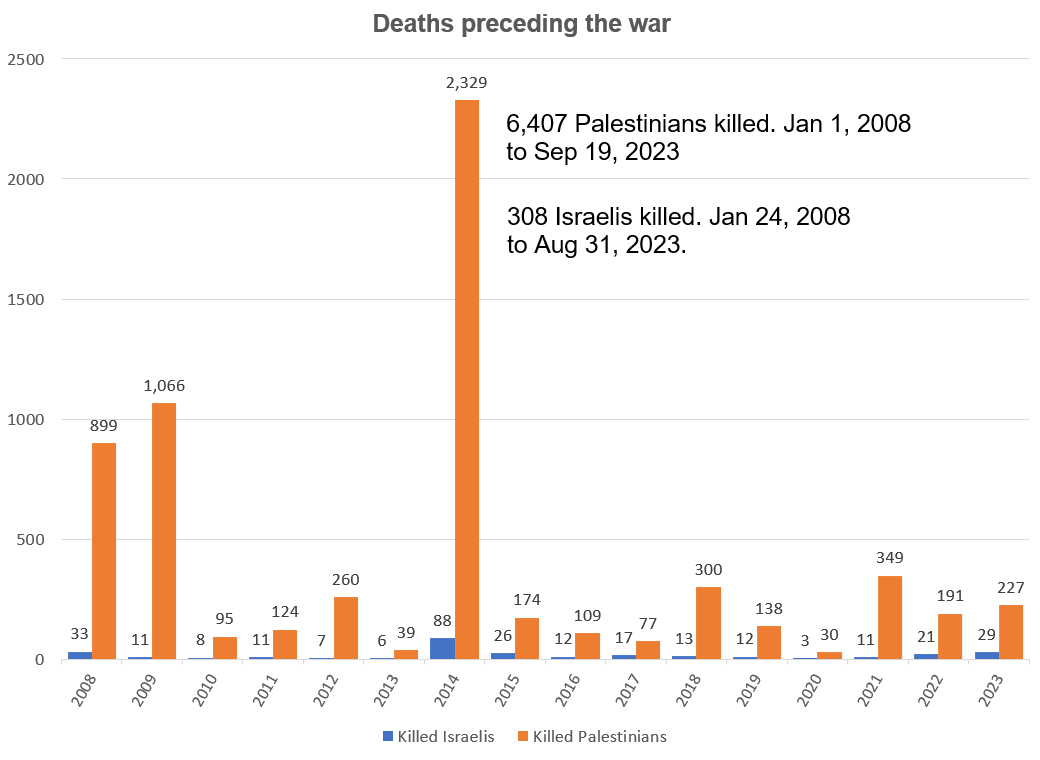
تعداد کشته‌های اسرائیلی و فلسطینی قبل از حمله حماس به اسرائیل در سال ۲۰۲۳ (بیشتر آنها غیرنظامی بودند)

جنگ ۱۹۴۹–۱۹۴۷ فلسطین و اسرائیل شاهد تأسیس اسرائیل در بیشتر آنچه قیمومت بریتانیا بر فلسطین بود، به استثنای دو سرزمین جداشده بود که به عناوین کرانه باختری و نوار غزه شناخته شدند، سرزمین‌هایی که به ترتیب در دست اردن و مصر بودند. در پی جنگ شش‌روزه ۱۹۶۷, اسرائیل سرزمین‌های فلسطینی کرانه باختری و نوار غزه را اشغال کرد. دوره پس از آن شاهد دو خیزش مردمی مردم فلسطینی علیه اشغال‌گری اسرائیل بود؛ انتفاضه اول در سال ۱۹۸۷ و دوم در سال ۲۰۰۰، که در پایان دومی شاهد خروج اسرائیل از نوار غزه در سال ۲۰۰۵ بود.
نوار غزه و اسرائیل از زمان عقب‌نشینی اسرائیل از نوار غزه در سال ۲۰۰۵ و کنترل حماس بر آن پس از انتخابات ۲۰۰۶ و جنگ داخلی با فتح در سال ۲۰۰۷ با یکدیگر در نزاع بوده‌اند. نوار غزه از سال ۲۰۰۷ تحت محاصره اسرائیل و مصر قرار دارد و سازمان دیده‌بان حقوق بشر این نوار را «زندان در فضای باز» نامیده است. علاوه بر این، غزه دستش از سایر نقاط جهان کوتاه است و دسترسی به منابع از جمله غذا، آب و برق تقریباً به‌طور کامل توسط اسرائیل کنترل و تأمین می‌شود. این محاصره باعث ایجاد مشکلات اقتصادی قابل توجهی در غزه شده است، چنان‌که حماس از آن به عنوان یکی از دلایل حمله خود یاد می‌کند.
آسوشیتد پرس نوشت فلسطینیان «با یک اشغال بی‌پایان در کرانه باختری و محاصره خفه‌کننده غزه در نومیدی» به سر می‌برند. در سال ۲۰۲۳ آمار اونروا برای غزه گزارش کرد که ۸۱٪ از مردم زیر خط فقر زندگی می‌کنند، و ۶۳٪ فاقد امنیت غذایی اند و به کمک بین‌المللی وابسته‌اند. دفتر سازمان ملل متحد برای هماهنگی امور بشردوستانه سازمان ملل متحد گزارش کرد که در درگیری در جریان اسرائیل-فلسطین، از سال ۲۰۰۸ تا سپتامبر ۲۰۲۳، پیش از آغاز این جنگ گزارش شده ۶۴۰۰ فلسطینی و ۳۰۰ اسرائیلی کشته شده‌اند.
در سال ۲۰۲۳، چند مورد از شعله‌ور شدن خشونت در طی درگیری اسرائیل و فلسطین مشاهده شد. قبل از این حمله جنگجویان و غیرنظامیانی از سوی هر دو طرف درگیر در نتیجه تنش‌ها کشته شده بودند، حداقل ۲۴۷ فلسطینی توسط نیروهای اسرائیلی و همین‌طور ۳۲ اسرائیلی و دو شهروند خارجی در حملات فلسطینیان جان باخته بودند. سال ۲۰۲۳ همچنین شاهد ظهور دولت راست افراطی اسرائیل بود که شهرک سازی را در کرانه باختری اشغالی توسط اسرائیل افزایش داد. افزایش حملات شهرک‌نشینان اسرائیلی به آن نقاط که صدها فلسطینی را آواره کرد و همین‌طور روی‌دادن تنش در اطراف اماکن مقدس اورشلیم، مسجد الاقصی، آتش خشونت را دوچندان نمود.
محمد ضیف، فرمانده گردان‌های عزالدین قسام، در پیامی ضبط شده در روز اول حمله، گفت که این حمله در واکنش به «هتک حرمت مسجد الاقصی» و کشته و زخمی‌شدن صدها فلسطینی در سال جاری از سوی نیروهای اسرائیل بوده است. وی از فلسطینی‌ها و اسرائیلی‌های عرب خواست که «اشغالگران را بیرون و دیوارها را خراب نمایند». وی همچنین افزود که این عملیات آغاز شد تا «دشمن بفهمد که زمان بیدادگری بدون پاسخگویی آنها به پایان رسیده است». وی ادامه داد:
| « | در پاسخ به جنایات مداوم علیه مردممان، در پاسخ به اشغالگری و نفی حقوق بین‌الملل و راه‌حل‌ها و در پاسخ به حمایت غربی‌ها و ایالات متحده، ما تصمیم گرفتیم تا پایانی به وضع موجود بدهیم، تا که دشمن بفهمد که بیش از این نمی‌تواند بدون تقاص پس دادن اقداماتش را ادامه دهد. | » |

این حمله در طول تعطیلات یهودیان سیمحاط تورا، در روز شبات، و یک روز پس از پنجاهمین سالگرد آغاز جنگ یوم کیپور، که با یک حمله غافلگیرکننده نیز آغاز شد، صورت گرفت. این حمله پس از سه هفته خشونت در مانع غزه و اسرائیل انجام گردید. حماس و اسرائیل اخیراً در ۲۹ سپتامبر با میانجیگری قطر، مصر و سازمان ملل دربارهٔ آتش‌بس مذاکره کرده‌بودند.
اسرائیل و عربستان سعودی در حال انجام مذاکرات برای عادی سازی روابط هستند و محمد بن سلمان ، ولیعهد عربستان سعودی اخیراً اعلام کرد که عادی‌سازی «برای اولین بار، واقعی» است. وزارت خارجه عربستان سعودی در بیانیه‌ای اعلام کرد که «مکرراً هشدار داده است که اشغال غزه توسط اسرائیل منجر به خشونت‌های بیشتر خواهد شد».

### نقش حکومتایران
روز ۱۲ دی ۱۴۰۰ اسماعیل هنیه، رئیس دفتر سیاسی حماس گفت جمهوری اسلامی ایران ۷۰ میلیون دلار به این جنبش فلسطینی پول داد تا «قوای بازدارندگی» خود را در برابر اسرائیل بسازد و راکت‌هایی که نیروهای حماس در باریکه غزه تولید کردند، بخشی از این توان راهبردی است. او همچنین از حفر تونل‌های تهاجمی برای غافلگیر کردن اسرائیل و ساخت دیگر تسلیحات نظامی صحبت کرده و گفت کمک مالی ایران به این گروه به تغییر آرایش نظامی در غزه منجر شده است.
اسماعیل قاآنی فرمانده نیروی قدس سپاه پاسداران در فروردین ۱۴۰۲ در سفارت ایران در بیروت با رهبران حماس، حزب‌الله و جهاد اسلامی دیدار کرده است، وی در این دیدارها رهبران گروه‌های شبه نظامی را به دور جدیدی از حملات علیه اسرائیل ترغیب کرده است. به‌دنبال این دیدارها روز ۱۷ فروردین حماس ۳۴ راکت به سمت اسرائیل شلیک کرد.
در خرداد ۱۴۰۲ زیاد نخاله دبیرکل جهاد اسلامی فلسطین و اسماعیل هنیه رئیس دفتر سیاسی حماس در سفر به تهران با اسماعیل قاآنی فرمانده سپاه قدس در تهران دیدار کردند، حسن هانی‌زاده به ایسنا گفت، این یک سفر راهبردی است و از اهمیت بالایی در سازماندهی مبارزات فلسطینی‌ها برخوردار است، ما در آینده شاهد یک تقابل جدی و مشترک از سوی گروه‌های مقاومت با اسرائیل خواهیم بود و در واقع یک جبهه گسترده در منطقه علیه رژیم صهیونیستی ایجاد خواهد شد.
روزنامه وال‌استریت ژورنال گزارش داد سپاه پاسداران و اعضای حماس و حزب‌الله از ماه میلادی اوت جلسه‌های متعددی را برای برنامه‌ریزی حمله به اسرائیل در بیروت ترتیب دادند که در برخی از آن‌ها اسماعیل قاآنی، فرمانده نیروی قدس سپاه و حسن نصرالله، دبیرکل حزب‌الله نیز شرکت کرده‌اند. زیاد نخاله، دبیرکل جنبش جهاد اسلامی و صالح العاروری، معاون رئیس دفتر سیاسی حماس هم در برخی از این جلسات حضور داشته‌اند. سپاه پاسداران از آن زمان به حماس برای طراحی حمله زمینی، هوایی و دریایی به اسرائیل کمک کرده و افزود چراغ سبز این حمله‌ها طی جلسه‌ای در دوشنبه ۱۰ مهر در بیروت داده شد.
در مورد نقش جمهوری اسلامی ایران در این حمله اخبار مختلفی وجود دارد، حماس تنها در روز شنبه بیش از پنج هزار موشک از نوار غزه به خاک اسرائیل شلیک کرد و بدون حمایت حکومت ایران احتمالاً قادر به انجام این کار نمی‌بود. صحبت از ۳۰ میلیون دلار کمک ایران در ماه فقط برای سازمان حماس است، علاوه بر این دانش فنی ساخت موشک و آموزش توسط سپاه پاسداران را نیز باید به آن افزود.
روزنامه وال استریت ژورنال روز ۳ آبان ۱۴۰۲ طی گزارشی نوشت: «جمهوری اسلامی پیش از حمله شبه‌نظامیان فلسطینی به اسرائیل، به حدود ۵۰۰ نیروی حماس و دیگر شبه‌نظامیان مستقر در نوار غزه، آموزش نظامی ویژه داده است. این آموزش‌ها، شهریورماه امسال در داخل خاک ایران و تحت نظر نیروی قدس سپاه پاسداران انجام شده و اسماعیل قاآنی، فرمانده نیروی قدس سپاه، و برخی افراد ارشد گروه‌های شبه‌نظامی فلسطینی نیز از این آموزش‌ها دیدن کرده‌اند.»
روز ۹ اکتبر ۲۰۲۳ جاناتان فاینر، معاون مشاور امنیت ملی آمریکا با اشاره به تلاش‌های تهران برای آموزش و ارائه تسلیحات به گروه‌های شبه‌نظامی فلسطینی گفت که ایران در حمله اخیر حماس به اسرائیل «به‌طور کلی همدست» بوده است.
نتانیاهو، نخست‌وزیر اسرائیل، گفته نمی‌تواند با قطعیت بگوید ایران در ریزِ برنامه‌ریزی این حمله درگیر بوده است. بنا بر تحلیل‌های اطلاعاتی ایالات متحده آمریکا در ۱۱ اکتبر ۲۰۲۳، مقامات ارشد ایرانی از این حمله غافلگیر شدند و جامعه اطلاعاتی آمریکا قادر نیست به جمع‌بندی برسد که ایران مستقیماً در تدارک این حمله درگیر بوده.

## وقایع

### حمله ۷ اکتبر

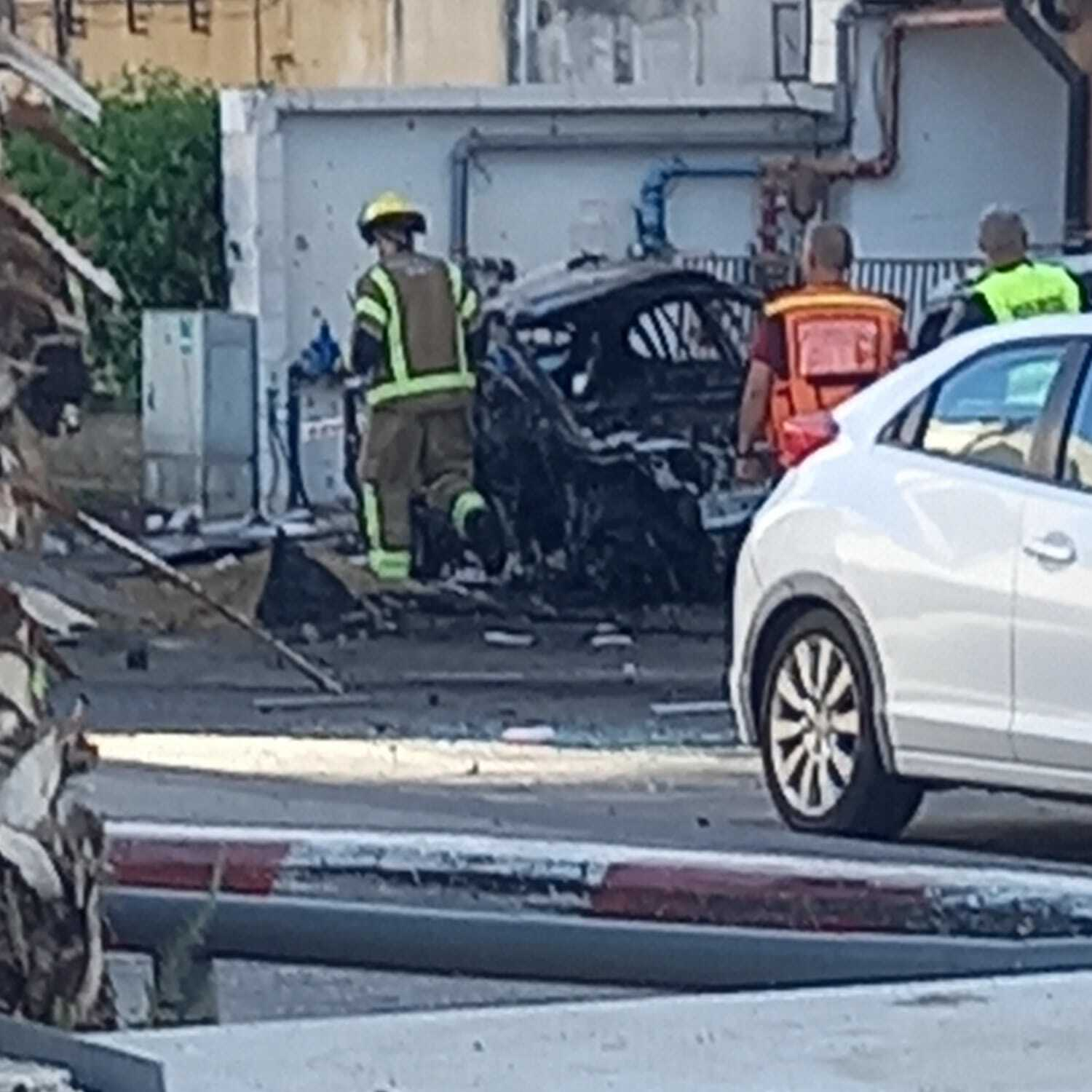
ماشین آتش‌گرفته به دلیل حمله راکتی حماس

حمله تهاجمی به اسرائیل در ۷ اکتبر ۲۰۲۳ علیه شهرهای اسرائیلی نزدیک به نوار غزه توسط نیروهای شبه نظامی فلسطینی با استفاده از تک فریبنده آغاز شد. حدود ساعت ۰۶:۳۰ صبح به وقت محلی حماس آغاز عملیات «طوفان الاقصی» را اعلام کرد. درگیری‌ها با رگبار راکتی علیه اسرائیل، تهاجم خودروهای نفربر و ۲٬۵۰۰ شبه نظامی به خاک اسرائیل آغاز شد. شبه نظامیان فلسطینی به غیرنظامیان اسرائیلی و پایگاه‌های نظامی اسرائیل حمله بردند و بیش از ۱۸۸۰ نفر را کشتند و بیش از ۲۰۰ نفر را گروگان گرفتند. از جمله کشتار غیرنظامیان، کشتار جشنواره موسیقی رعیم بود. حماس از این وقایع، ساخته شدن شهرک‌های اسرائیلی و خشونت شهرک نشینان اسرائیلی علیه فلسطینیان در کرانه باختری اشغالی توسط اسرائیل، و محاصره نوار غزه را به عنوان توجیهی برای تهاجم یاد کرد. در یک نشست اضطراری در کرانه باختری، اندکی پس از آغاز حملات، محمود عباس از تشکیلات خودگردان فلسطین حمایت خود را از نفوذ غزه اعلام کرد و گفت که فلسطینی‌ها حق دارند از خود در برابر اشغالگری اسرائیل دفاع کنند.
بیش از ۵۰۰۰ موشک از نوار غزه به سمت اسرائیل شلیک شد و حداقل پنج نفر کشته شدند. همزمان انفجارهایی در مناطق اطراف نوار، و همچنین در تل آویو و در اشکلون مخابره شد. آژیرهای حمله هوایی نیز در بیر شوا و اورشلیم فعال شد. همچنین، نزدیک به هزار شبه نظامی فلسطینی موفق شدند از غزه به اسرائیل وارد شوند.
منابع نزدیک به اسرائیل نوشتند که افراد مسلح در شهر سدروت تیراندازی می‌کنند و چندین شهروند غیرنظامی از جمله زنان و همچنین سربازان اسرائیلی را کشته‌اند. ویدئویی از غزه نشان می‌دهد که جسد بی جان یک سرباز اسرائیلی توسط جمعیتی که فریاد می‌زدند " الله اکبر " زیر پا قرار گرفته است. همچنین به نظر می‌رسد ویدئوهای دیگری اسیر شدن اسرائیلی‌ها و یک تانک مرکاوا در حال سوختن را نشان می‌دهد. حماس فراخوانی برای مسلح شدن را صادر کرد و محمد ضیف، فرمانده ارشد نظامی، از «مسلمانان در همه جا به حمله دعوت کرد».
این حمله که مصادف با عید یهودیان سیمچات تورات بود، به نظر می‌رسد که بسیاری از اسرائیلی‌ها را غافلگیر کرده است. ارتش اسرائیل تمامی مناطق نوار غزه و اطراف آن را منطقه نظامی ممنوعه اعلام کرد. ارتش اسرائیل «وضعیت آمادگی برای جنگ» را اعلام کرد و گفت که به اهدافی در غزه حمله کرده است.
وزارت بهداشت فلسطین مستقر در غزه اعلام کرد که تاکنون یک هزار و ۷۰۰ فلسطینی در جریان حملات اسرائیل به غزه مجروح شدند. همچنین در این حمله، شهردار اسرائیل شعار هانگیف نیز کشته شد. سایت خبرگزاری رویترز از روز جنگ غزه و اسرائیل به عنوان مرگبارترین روز این کشور بعد از جنگ یوم کیپور(۵۰سال پیش) یاد کرده است.
سخنگوی جهاد اسلامی فلسطین گفت: ما غیرنظامیان را نمی‌کشیم، این یک جامعه نظامی است، آنها هستند که دولت‌های خود را انتخاب می‌کنند.

### ضد عملیات ابتدایی اسرائیل (۷–۲۷ اکتبر)
پس از رخنه پیکارجویان فلسطینی در پیرامون غزه ساعت‌ها طول کشید تا ارتش اسرائیل با اعزام سرباز برای ضد حمله پاسخ دهد.

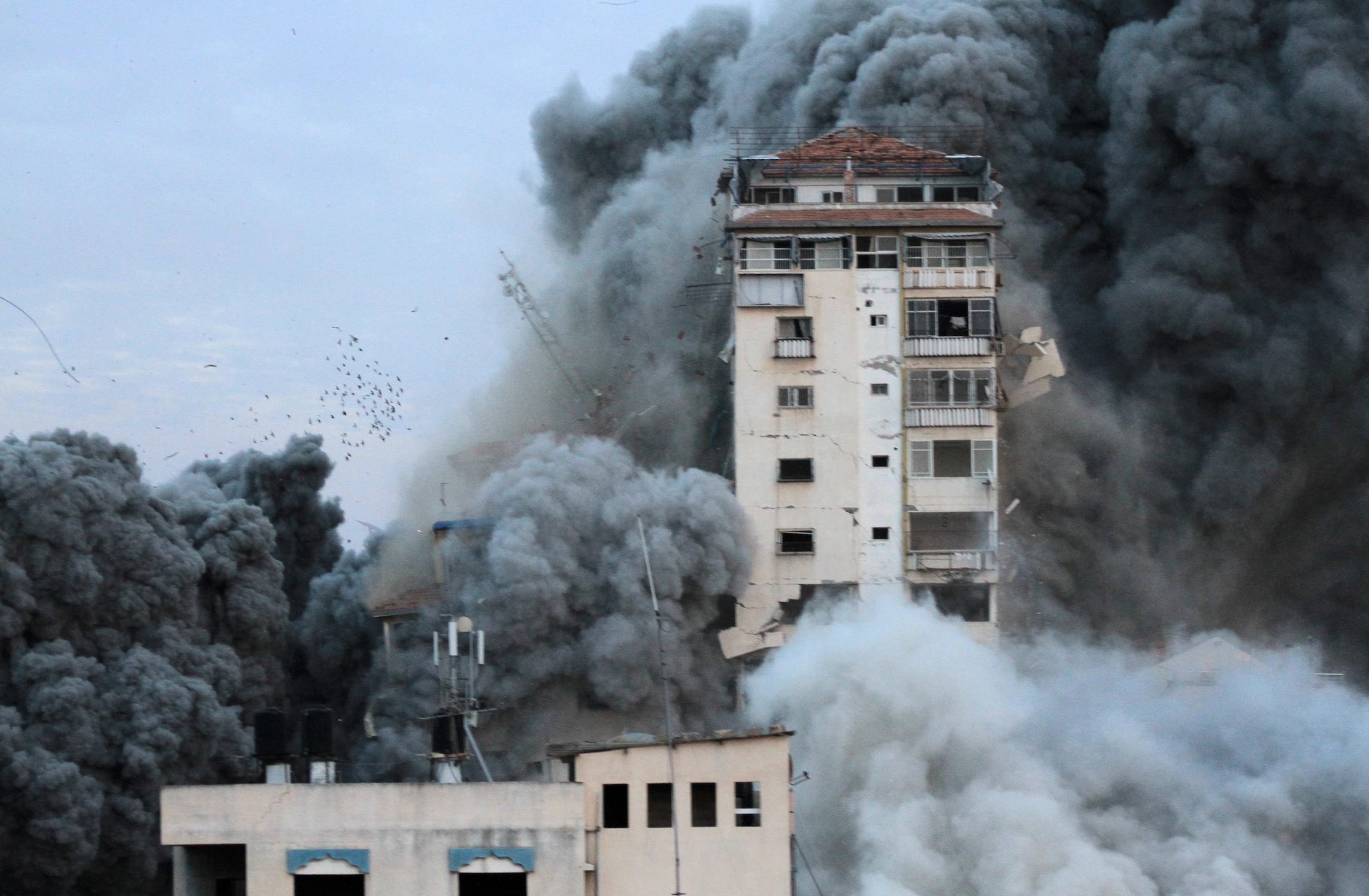
نابودی یک برج مسکونی فلسطینی بر اثر بمباران اسرائیل

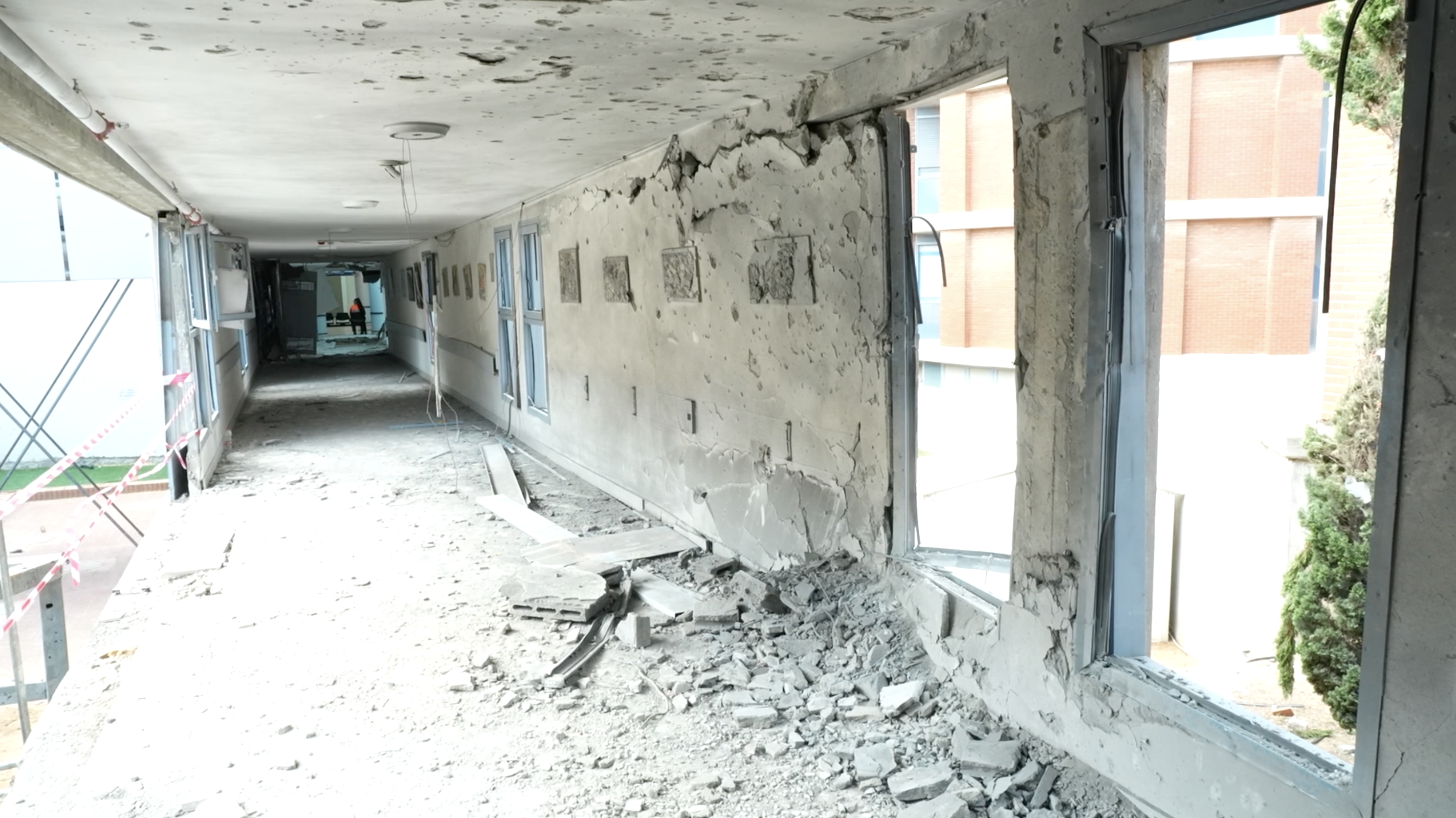
پیامد اصابت یک موشک حماس به بخش مادران مرکز پزشکی بارزیلای، بیمارستانی در اشکلون، اسرائیل، در ۸ اکتبر، 2023

در ۱۱ اکتبر پس از این که اسرائیل اعلام کرد اسرائیل علاوه بر محاصره موجود که از زمان نبرد ۲۰۰۷ غزه از طرف مصر و اسرائیل اعمال شده آب، غذا، سوخت و برق غزه را قطع خواهد کرد هراس از یک بحران بشردوستانه بالا گرفت. اسرائیل به ۱٫۱ میلیون غزه‌ای اصرار کرد شمال غزه را تخلیه کنند، در حالی که حماس ساکنان را فراخواند تا در خانه‌هایشان بمانند و بنا بر ارتش اسرائیل، راه‌های منتهی به جنوب غزه را مسدود کرد. سازمان ملل متحد گزارش کرد که در حدود ۱٫۵ میلیون فلسطینی، بیش از ۷۰٪ جمعیت غزه، و همچنین ۲۰۰٬۰۰۰ اسرائیلی مجبور به مهاجرت اجباری داخلی شده‌اند.

### حمله زمینی به نوار غزه تا وقفه در عملیات نظامی (۲۷ اکتبر–۲۴ نوامبر)
برای اولین بار پس از جنگ یوم کیپور در سال ۱۹۷۳، اسرائیل رسماً اعلان جنگ و پس از پاکسازی جنوب کشور از نیروهای حماس، شروع به حملات هوایی به نوار غزه کرد. عملیات اسرائیل شمشیرهای آهنین نامگذاری گردید. این اولین درگیری مستقیم در داخل مرزهای اسرائیل از زمان جنگ اعراب و اسرائیل در سال ۱۹۴۸ است. در ۲۷ اکتبر نیروهای دفاعی اسرائیل یک حمله زمینی در مقیاس گسترده را به شمال غزه شروع کردند. زدوخوردها بین حماس و نیروهای دفاعی اسرائیل در نزدیکی بیت حانون بو بوریج گزارش شد.

### در جریان وقفه در عملیات نظامی (۲۴ نوامبر –۱ دسامبر)
در پی برقراری آتش‌بس ۲۰۲۳ اسرائیل و حماس به میانجیگری قطر از ساعت ۷ صبح ۲۴ نوامبر به زمان استاندارد اسرائیل، جنگ فعال در نوار غزه متوقف شد و برخی از گروگان‌های اسرائیلی و خارجی در ازای آزادی برخی از زندانیان سیاسی نگه داشته شده از سوی اسرائیل، از سوی حماس آزاد شدند. آتش‌بس برای چهار روز اعلام شده بود ولی برای یک دوره طولانی‌تر ادامه یافت.

### از سرگیری تخاصمات (۱ دسامبر ۲۰۲۳–اکنون)
وقفه در عملیات نظامی در صبح ۱ دسامبر پایان یافت، اسرائیل و حماس هر یک دیگری را بابت ناکامی در رسیدن به توافقی برای تمدید آن سرزنش کردند. .
در ۲۹ دسامبر، آفریقای جنوبی پرونده ای را علیه اسرائیل در دیوان بین‌المللی دادگستری طرح کرد، که متهم می‌کند رفتار اسرائیل به نسل‌کشی رسیده است. آفریقای جنوبی از این دیوان خواسته تدابیر موقت صادر کند، و از جمله به اسرائیل دستور دهد کارزار نظامی اش در غزه را متوقف کند.

### کشتار فلسطینی‌های حاضر در صف دریافت کمک‌های بشردوستانه در نوار غزه
به گفتهٔ وزارت بهداشت حماس، در ۲۹ فوریه ۲۰۲۴ نیروهای نظامی اسرائیل به سمت فلسطینی‌های حاضر در صف دریافت کمک‌های بشردوستانه در نوار غزه تیراندازی کردند. در جریان این تیراندازی ۱۱۲ فلسطینی کشته شدند.

## جنایات جنگی
غیرنظامیان به‌طور گسترده کشته شده‌اند، و گروه‌های حقوق بشری و هیئتی از گزارشگران ویژه سازمان ملل متحد هم اسرائیل و هم حماس را متهم به جنایات جنگی کرده‌اند. دیوان بین‌المللی کیفری در ۱۰ اکتبر بیانیه‌ای صادر کرد و تأیید کرد که مأموریت تحقیق دربارهٔ جنایات جنگی ادعایی که در سال ۲۰۱۴ آغاز شده بود، به درگیری‌های کنونی نیز تسری دارد.

### توسط شبه‌نظامیان فلسطینی
از زمان آغاز حمله حماس، گزارش‌های بسیاری از خشونت‌های پرشمار علیه شهروندان اسرائیلی شامل کشتار جشنواره موسیقی رعیم، به دست آمده است.
مجله آنلاین تبلت با انتشار روایتی به نقل از یک شاهد عینی، مدعی تجاوز جنسی شبه‌نظامیان حماس به تعدادی از زنان شرکت‌کننده در فستیوال موسیقی «سوپر نوا» در نزدیکی رعیم، در شمال غربی صحرای نگب شد. بر اساس این گزارش برخی زنان همان‌جا در کنار بدن‌های دوستانشان و جنازه‌ها مورد تجاوز قرار گرفتند. چندین نفر از این قربانیان پس از تجاوز کشته شده و برخی دیگر نیز به غزه برده شدند. تصاویری هم در فضای مجازی منتشر شده که نشان می‌دهد برخی از آن‌ها را در حالی که خون از میان پاهایشان می‌چکد، در شهر می‌چرخانند. شاهدان صحنه‌هایی از جمله تجاوز جنسی، سر بریدن و سایر اعمال وحشیانه را بازگو کردند.
یک گردشگر آلمانی به نام شانی لوک که برای شرکت در این فستیوال موسیقی در اسرائیل به‌سر می‌برد، به دست شبه‌نظامیان فلسطینی ربوده شد و بر اساس تصاویر منتشر شده در شبکه‌های اجتماعی، پیکر بی‌هوش او را پشت یک وانت انداخته و در خیابان می‌گردانند. مادر این زن بیست‌ساله در پیامی ویدیویی برای کسب اطلاعات از وضعیت دخترش از مردم درخواست کمک کرد، اما مدتی بعد خبر کشته‌شدن این گردشگر منتشر شد.
دو ماه پس از شروع حمله حماس، سرویس جهانی بی‌بی‌سی شواهدی مؤید تجاوز جنسی و مثله‌کردن بدن قربانیان توسط اعضای حماس ارائه کرد. با این حال روزنامه لیبراسیون فرانسه اعلام کرد که ارزیابی تقریباً نهایی تأیید می‌کند که بسیاری از خشونت‌های ادعایی که با عجله و در بالاترین سطح برای جلب حمایت بین‌المللی منتشر می‌شد، هرگز رخ نداده است.

### توسطاسرائیل
در ۹ اکتبر، وزیر دفاع اسرائیل با لحن تندی، دستور محاصره کامل نوار غزه را اعلام کرد و تأکید کرد، برق، غذا، سوخت و آب «قطع» خواهد شد. دو روز بعد، اسرائیل از ورود سوخت، غذا، آب و دارو به غزه «جلوگیری» کرد. در واکنش به این اقدامات، دیده‌بان حقوق بشر اقدامات اسرائیل را به منزله مجازات دسته جمعی دانست که مصداق جنایت جنگی است. دبیرکل سازمان عفو بین‌الملل، اگنس کالامار گفت «مقامات اسرائیلی» برق غزه را فوراً بازگردانند و به محاصره ۱۶ ساله و غیرقانونی غزه پایان دهند.
دیده‌بان حقوق بشر استفاده از مهمات فسفر سفید توسط اسرائیل را تأیید کرد و گفت که چنین استفاده‌ای «نقض حقوق بشر» و به خطر انداختن جان غیر نظامیان است. در جریان این درگیری‌ها بیش از ۴۴۷ کودک و ۲۴۸ زن فلسطینی که همگی از غیرنظامیان بودند کشته شدند.
در ۱۳ اکتبر، شورای پناهندگان اعلام کرد که درخواست اسرائیل مبنی بر نقل مکان اجباری شهروندان غزه جنایت جنگی است. اسرائیل طی ضرب الاجلی ۲۴ ساعته به اهالی بخش شمالی خواستار انتقال آنان به جنوب شد.
دیده‌بان حقوق بشر و آزمایشگاه شواهد بحران عفو بین‌الملل گزارش دادند که واحدهای نظامی اسرائیل در حمله به غزه و لبنان از مهمات فسفر سفید استفاده کرده‌اند. همزمان چندین رسانه خبری نظیر بی‌بی‌سی، استفاده از این نوع مهمات علیه غیر نظامیان را «تأیید» کردند. اسرائیل این گزارش‌ها را تکذیب کرد. فسفر سفید در واقع یکی از آلوتروپ‌های رایج عنصر شیمیایی فسفر است که عوارض دردآور و مخربی برای انسان ایجاد می‌کند. با وجود بیانیه‌های مکرر سازمان‌های حقوق بشری در محکومیت استفاده از این تسلیحات علیه غیر نظامیان، نیروهای نظامی اسرائیل موسوم به نیروهای دفاعی اسرائیل، به‌صورت گسترده از آنها بهره می‌برند.

## تلفات
این جنگ به عنوان مرگبارترین خشونت سیاسی فلسطینی در تاریخ اسرائیل قلمداد شده است.

### اسرائیل
تا ۱۳ اکتبر، حداقل ۱۳۰۰ اسرائیلی کشته شدند و ۱۵۰ نفر گروگان گرفته شده‌اند، بیش از ۲٬۸۰۰ نفر زخمی‌شدند که حال ۳۶۰ نفر از آنها وخیم است. تعداد غیرنظامیان کشته‌شده دست‌کم ۸۵۴ نفر است. حداقل یک غیرنظامی در کفار آویو کشته شدند، در حالی که سه نفر در اشکلون و یبنه زخمی‌شدند. نه نفر در یک پناهگاه اتوبوس در سدروت به ضرب گلوله کشته شدند. حداقل چهار نفر در کسیفه کشته شدند. رئیس شورای منطقه‌ای شعار هانگف، افیر لیبشتاین نیز در تبادل آتش با ستیزه‌جویان کشته شد.رسانهٔ اسرائیلی هاآرتص نیز طی گزارشی اذعان می‌کند از عملیات ۷ اکتبر تاکنون، ۱۸۸۰ نفر کشته شده‌اند.

### فلسطین
طبق گزارش خبرگزاری‌های بین‌المللی از جمله رویترز در پی حملات نظامی اسرائیل به غزه تا ۳ آوریل، بیش از ۳۳٬۰۰۰ نفر کشته شده‌اند که در میان آن‌ها ۶٬۰۰۰ کودک و بیش از ۷۰۰ نفر زن هستند، این حملات همچنین باعث زخمی‌شدن بیش از ۷۵٬۰۰۰ نفر از مردم غزه شده است.

#### کرانه باختری
در کرانه باختری، خشونت مرتبط در جریان این منازعه ۶۱ فلسطینی را کشت و اقلاً ۳۰۰ نفر را زخمی کرد. در زمان شروع منازعه چندین هزار کارگر غزه‌ای در اسرائیل بودند. تا ۱۶ اکتبر بعضی از آنان در یک «تأسیسات نگهداری» در کرانه باختری در بازداشت بودند در حالی که بقیه به جوامع فلسطینی کرانه باختری پناه بردند. وزیر کار تشکیلات خودگردان تخمین زد اطلاعیی از ۴٬۵۰۰ کارگر وجود ندارد در حالی که رسانه اسرائیلی ان۱۲ گزارش داد ۴٬۰۰۰ در تأسیسات نگهداری اسرائیل اند. جامعه زندانیان فلسطینی گفت که نیروهای اسرائیلی بیش از ۱٬۴۵۰ فلسطینی کرانه باختری را از ۷ اکتبر دستگیر کرده‌اند. در ۲۹ اکتبر، سی سازمان حقوق بشری در زمینه خشونت شهرک‌نشینان اسرائیلی در کرانه باختری اعلامیه دادند و از جامعه بین‌المللی خواستند برای پایان آن «سریعاً اقدام کند». در ۳۰ اکتبر، حکومت آلمان اسرائیل را به حفاظت از فلسطینیان کرانه باختری فراخواند. در ۳۱ اکتبر جوزپ بورل دیپلمات ارشد اتحادیه اروپا "حملات شهرک نشین‌ها در کرانه باختری را قویاً " محکوم کرد. لیندا توماس گرینفیلد اظهار داشت آمریکا «عمیقاً نگران است» و کشتار فلسطینیان در کرانه باختری را محکوم کرد.

### تلفات خارجی و دو تابعیتی
تا ۱۱ اکتبر، «واشینگتن پست» گزارش داد که در جریان این درگیری، از ۲۴ کشور کشته یا مفقود وجود داشته است.

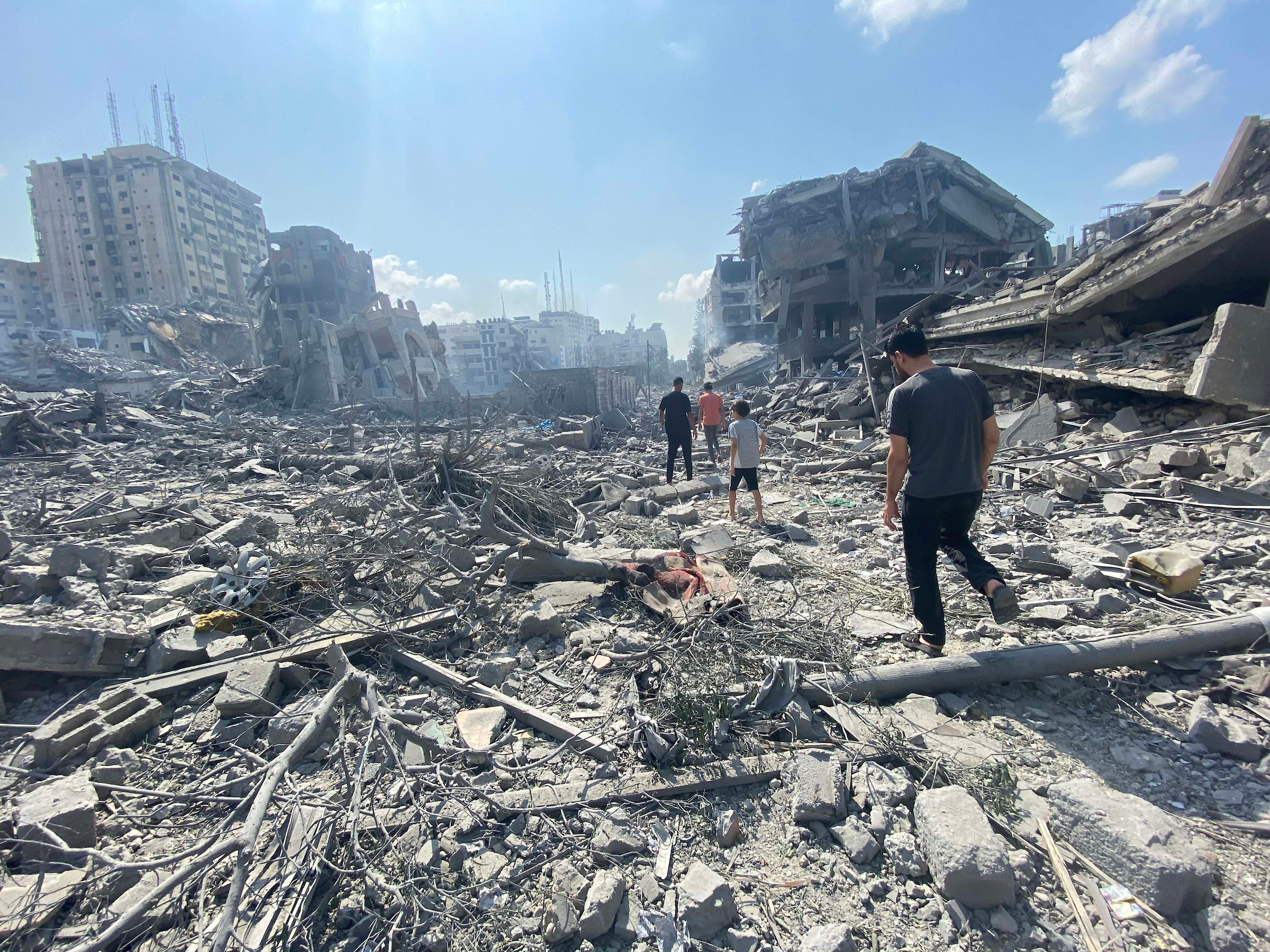
خانه‌های ویران شده در غزه پس از حملات هوایی اسرائیل

| کشور                | مرگ     | ربوده شد | مفقود شده | منابع                   |
| ------------------- | ------- | -------- | --------- | ----------------------- |
| ایالات متحده آمریکا | ۳۰      | نامعلوم  | ۱۳        | [ ۲۱۸ ]                 |
| تایلند              | ۲۸      | ۱۷       | ۱۴        | [ ۲۱۹ ] [ ۲۲۰ ]         |
| روسیه               | ۱۶      | ۱        | ۸         | [ ۲۲۱ ]                 |
| فرانسه              | ۱۵      | نامعلوم  | ۱۷        | [ ۲۲۰ ] [ ۲۲۲ ]         |
| اوکراین             | ۱۲      | نامعلوم  | ۸         | [ ۲۲۳ ]                 |
| نپال                | ۱۰      | ۱۷       | ۱         | [ ۲۲۴ ]                 |
| آرژانتین            | ۷       | نامعلوم  | ۱۵        | [ ۲۲۵ ]                 |
| اتیوپی              | ۷       | ۰        | ۰         | [ ۲۲۶ ]                 |
| شیلی                | ۴       | ۱        | ۰         | [ ۲۲۷ ]                 |
| رومانی              | ۴       | ۰        | ۳         | [ ۲۲۸ ]                 |
| کانادا              | ۴       | نامعلوم  | ۲         | [ ۲۲۹ ]                 |
| اتریش               | ۳       | نامعلوم  | ۲         | [ ۳۴ ] [ ۲۳۰ ]          |
| بلاروس              | ۳       | نامعلوم  | ۱         | [ ۲۳۱ ]                 |
| چین                 | ۳       | ۰        | ۲         | [ ۲۳۲ ]                 |
| فیلیپین             | ۳       | نامعلوم  | ۳         | [ ۲۳۳ ]                 |
| پرتغال              | ۳       | ۰        | ۵         | [ ۲۳۴ ] [ ۲۳۵ ] [ ۲۳۶ ] |
| برزیل               | ۳       | نامعلوم  | ۰         | [ ۲۳۷ ]                 |
| کلمبیا              | ۲       | نامعلوم  | نامعلوم   | [ ۲۳۸ ]                 |
| پاراگوئه            | ۲       | نامعلوم  | ۲         | [ ۲۳۹ ]                 |
| آفریقای جنوبی       | ۲       | نامعلوم  | نامعلوم   | [ ۲۴۰ ]                 |
| بریتانیا            | ۲       | نامعلوم  | ۱۷        | [ ۲۴۱ ] [ ۲۴۲ ]         |
| استرالیا            | ۱       | نامعلوم  | نامعلوم   | [ ۲۴۳ ]                 |
| کامبوج              | ۱       | ۰        | ۰         | [ ۲۴۴ ]                 |
| آلمان               | ۱       | ۵        | نامعلوم   | [ ۲۴۵ ]                 |
| هندوراس             | ۱       | نامعلوم  | نامعلوم   | [ ۲۴۶ ]                 |
| جمهوری ایرلند       | ۱       | نامعلوم  | نامعلوم   | [ ۲۳۹ ] [ ۲۴۷ ]         |
| لیتوانی             | ۱       | ۰        | ۰         | [ ۲۴۸ ]                 |
| پرو                 | ۱       | نامعلوم  | ۳         | [ ۲۴۹ ]                 |
| اسپانیا             | ۱       | ۰        | ۰         | [ ۲۵۰ ]                 |
| سری‌لانکا            | ۱       | نامعلوم  | ۲         | [ ۲۵۱ ]                 |
| سوئیس               | ۱       | نامعلوم  | نامعلوم   | [ ۲۵۲ ]                 |
| ترکیه               | ۱       | ۰        | ۱         | [ ۲۵۳ ]                 |
| ایران               | ۱       | ۰        | ۰         | [ ۲۵۴ ]                 |
| دانمارک             | ۰       | ۱        | ۰         | [ ۲۵۵ ] [ ۲۵۶ ]         |
| مکزیک               | ۰       | ۲        | ۰         | [ ۲۳۹ ]                 |
| ایتالیا             | نامعلوم | نامعلوم  | ۳         | [ ۲۵۷ ] [ ۲۵۸ ]         |
| تانزانیا            | نامعلوم | نامعلوم  | ۲         | [ ۲۵۹ ]                 |

### خبرنگاران کشته‌شده
طبق آمار ارائه شده توسط دفتر رسانه‌ای دولت غزه، تا ۳ دی (۲۴ دسامبر) دست کم ۱۰۳ خبرنگار و فعال رسانه ای در اثر حملات هوایی اسرائیل به نوار غزه کشته شده‌اند.

### آزادی زنان اسیر در دست حماس
در ۲۰ اکتبر ۲۰۲۳ ابوعبیده، سخنگوی گردان‌های عزالدین قسام خبر داد که این گردان‌ها یک مادر و دختر آمریکایی را آزاد کرده‌اند. وی در صفحه تلگرام خود مدعی شد که با آزادی این افراد به ملت آمریکا و جهان ثابت کردند که ادعاهای بایدن و دولت فاشیست او دروغ است. ابوعبیده با اشاره به اینکه این در راستای تلاش‌های قطر انجام شده، بیان کرد: آزادی این دو با انگیزه‌های انسانی رخ داده است.

## کمک نظامی به اسرائیل

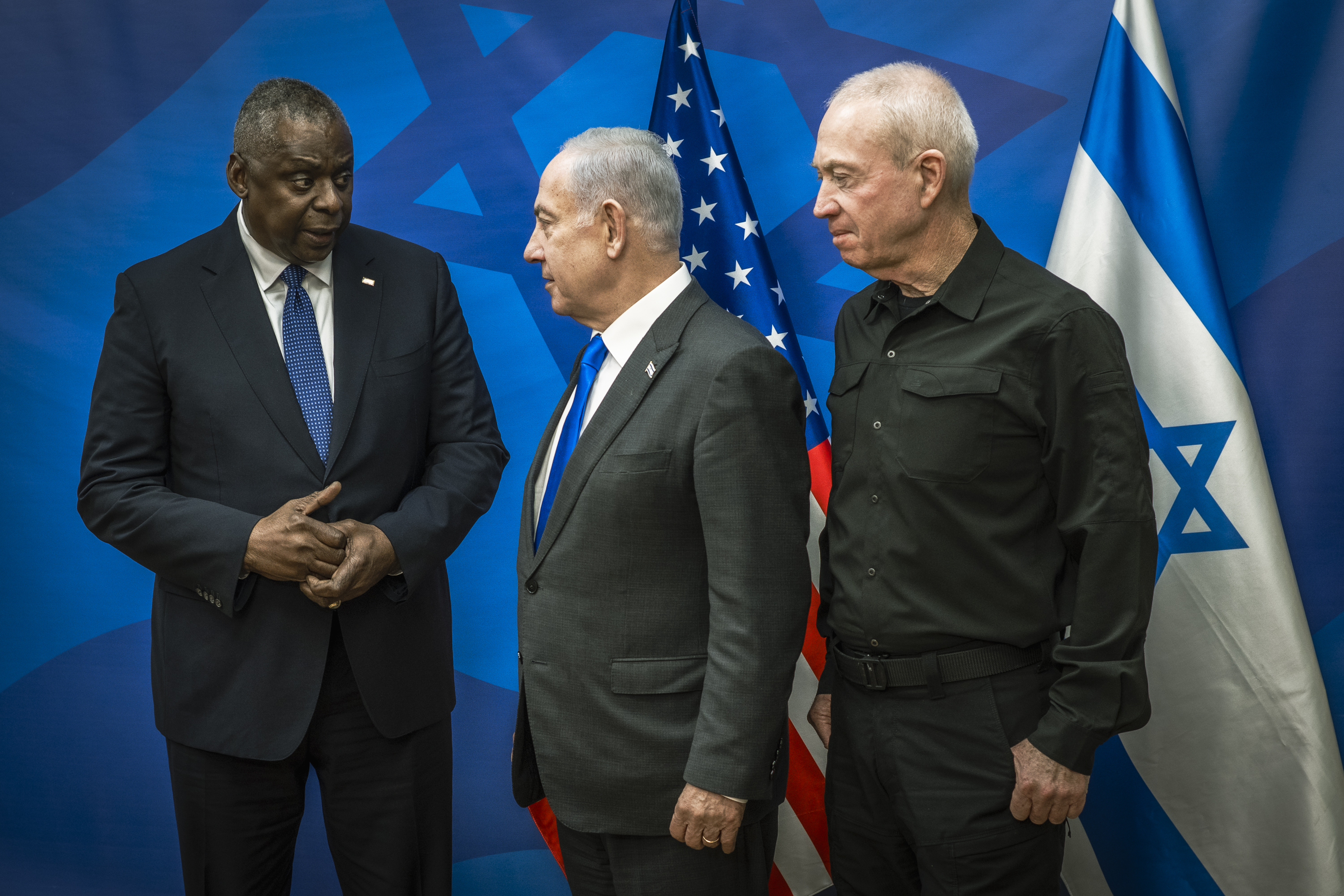
وزیر دفاع آمریکا لوید آستین به همراه بنیامین نتانیاهو نخست‌وزیر و یوآف گالانت وزیر دفاع اسرائیل، ۱۳ اکتبر ۲۰۲۳

چند ساعت پس از حمله حماس، جو بایدن «حمایت مستحکم و تزلزل‌ناپذیر» آمریکا از اسرائیل را وعده داد. وزیر امور خارجه آنتونی بلینکن، در یک مصاحبه با ای‌بی‌سی نیوز، «حمله تروریستی عظیم» حماس را محکوم کرد. بنا به گفته تایم دولت بایدن در حال رهبری کنگره برای ارسال یک کمک اضافی دو میلیارد دلاری به اسرائیل است.
در پاسخ به این حمله، ایالات متحده ناو هواپیمابر جرالد فورد به همراه جنگنده‌های سوار بر آن و کشتی‌های جنگی را به شرق مدیترانه اعزام کرد و وعده حمایت تسلیحاتی و تجهیزاتی را به اسرائیل داد.
آلمان دو پهپاد ایتان به اسرائیل فرستاده است. در ۱۵ اکتبر لوید آستین وزیر دفاع آمریکا دستور داد حدوداً ۲۰۰۰ سرباز برای امکان اعزام به اسرائیل آماده باشند.

## واکنش‌ها
کشورهای جهان غرب و متحدان آن حمایت خود از اسرائیل را اعلام داشته و اعمال خشونت‌آمیز حماس و تاکتیک‌های آن را تروریستی قلمداد کردند. در سوی دیگر برخی کشورهای عرب مسلمان اشغالگری و حملات خشن اسرائیل و نفی استقلال فلسطین را ریشه خشونت‌ها دانستند. عربستان سعودی، نیجریه و ترکیه تقاضای خویشتنداری دوطرفه را دادند. در اسرائیل، دولت وحدت ملی برای مبارزه با تهاجم فلسطینی‌ها شکل گرفت.
جنگ باعث اعتراضات پرحرارت جهانی شده که بر مسایل گوناگونی از جمله تقاضای آتش‌بس، آزادی گروگان‌ها و مخالفت با اعمال اسرائیل و حماس متمرکزند. در قطعنامه ES-10/L.25 در مجمع عمومی سازمان ملل متحد که در ۲۷ اکتبر به تصویب رسید اکثریت قاطع کشورها خواهان یک آتش‌بس فوری بشردوستانه شدند. در ۱۵ نوامبر، شورای امنیت قطعنامه‌ای را تصویب کرد که خواهان «وقفه‌ها و معبرهای انسان‌دوستانه فوری و تمدید شده در سراسر نوار غزه» شد. سفیر اسرائیل در سازمان ملل این قطعنامه را «بی معنا» خواند و گفت اسرائیل به آن توجهی نخواهد کرد.

### اسرائیل
یائیر لاپید، نخست‌وزیر سابق و رهبر اپوزیسیون، بنی گانتس، رئیس وحدت ملی، آویگدور لیبرمن رهبر حزب اسرائیل بیتینو و مراو میکائیلی، رهبر حزب کارگر بیانیه‌ای مشترک صادر کردند که در آن حمایت کامل از ارتش اسرائیل و اتحاد با دولت را اعلام کردند. در همین راستا بنیامین نتانیاهو، نخست‌وزیر اسرائیل پیشنهاد یائیر لاپید، رهبر اپوزیسیون برای تشکیل کابینه اضطراری را پذیرفته و مذاکرات برای تشکیل کابینه جدید بین سه حزب لیکود، یش عتید و وحدت ملی آغاز شده است.
همچنین بنیامین نتانیاهو نخست‌وزیر اسرائیل نیز اعتراف کرد که این حملهٔ غزه به اسرائیل، تلخ‌ترین و بی‌سابقه‌ترین حمله در طول ۵۰سال اخیر بوده است و ادعا کرد که جنگ با فلسطین رسماً شروع شده است.
نفتالی بنت نخست‌وزیر سابق اسرائیل در گفتگوی با شبکه فاکس نیوز اعلام کرد که اسرائیل، غزه را نابود خواهد کرد. او ادامه داد که زمان آن فرا رسیده است که اسرائیل حماس را پس از حمله به اسرائیل و گروگان‌گیری در روز شنبه، ویران کند.

### ایران
سید علی خامنه‌ای، رهبر جمهوری اسلامی ایران، چند روز پس از درگیری میان غزه و اسرائیل، در دانشگاه افسری امام علی، ادعای دست داشتن ایران در حملات حماس به اسرائیل را رد کرد، اما تأکید کرد که ایران همچنان حامی فلسطین است و از اقدامات جدید حماس حمایت می‌کند. علی خامنه‌ای، حمله حماس به اسرائیل را «شکست غیرقابل ترمیم» برای این دولت خواند و در ادامه سخنان خود در جمع دانشجویان نیروهای مسلح، حملات لفظی تندی را شامل حال دولت اسرائیل کرد. وی همچنین، دولت اسرائیل را به مظلوم نمایی متهم کرد و افزود که این مظلوم نمایی هم به زیان دولت اسرائیل تمام خواهد شد.
پس از رخداد این درگیری‌ها، گمانه‌زنی‌هایی دربارهٔ دخالت ایران در این حمله منتشر شد که از جمله می‌توان به روزنامه وال استریت ژورنال اشاره کرد که به نقل از منابعی در حماس و حزب‌الله لبنان گزارش کرده بود که ایران در هفته‌های گذشته در برنامه‌ریزی برای اجرای این حملات نقش داشته است.

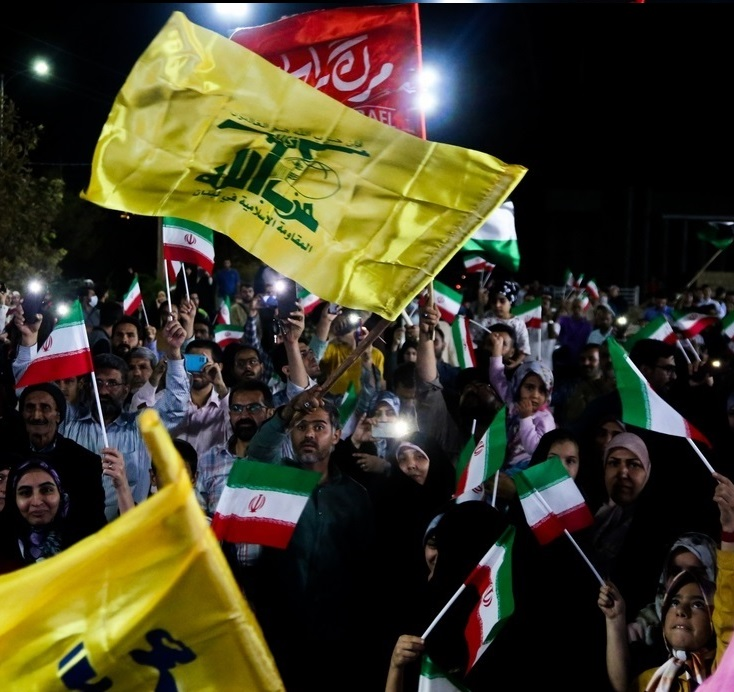
جشن حمایت از حماس و مردم فلسطین در ایران

حساب توییتری (اکس) سید علی خامنه‌ای نیز با به اشتراک گذاشتن ویدئویی فرار غیرنظامیان اسرائیلی از حمله فلسطینی‌ها، به انگلیسی نوشت: «به خواست خدا سرطان رژیم اشغالگر صهیونیستی به دست مردم فلسطین و نیروهای مقاومت در سراسر منطقه ریشه کن خواهد شد.» از سوی دیگر در ایران بسیجیان و حامیان حکومت در میدان فلسطین تهران و شهرهای دیگر، حمله حماس را جشن گرفتند.
یحیی رحیم صفوی، فرمانده سابق سپاه پاسداران و مشاور نظامی رهبر جمهوری اسلامی، از حملات حماس به اسرائیل، حمایت کرد. او ضمن تبریک به مبارزان فلسطینی، تأکید کرد که ایران تا «آزادی فلسطین و بیت‌المقدس» در کنار مبارزان فلسطینی خواهد بود. نمایندگان مجلس شورای اسلامی در جلسه صبح روز شنبه از روی صندلی‌های خود برخاستند و شعارهای «مرگ بر اسرائیل»، «مرگ بر آمریکا» و «فلسطین خوش آمدید» سر دادند.
در جریان بازی یکشنبه شب تیم فوتبال پرسپولیس برابر گل گهر، پرچم فلسطین به هواخواهی از حمله حماس علیه اسرائیل توسط برخی از هواداران حکومت به نمایش درآمد، که در سوی مقابل تماشاگران این تیم با الفاظی تند علیه پرچم فلسطین شعار سردادند.
در فردای حمله حماس هشتگ «ایرانیان کنار اسرائیل می‌ایستند» به یکی از ترندهای فارسی شبکه اجتماعی ایکس (توییتر سابق) بدل گشت، حزب ایران نوین نیز حمایت خود از اسرائیل را علیه این حمله اعلام داشت.
نرگس محمدی، زندانی سیاسی برنده جایزه صلح نوبل، دهم آبان‌ماه ۱۴۰۲ در پیامی از زندان اوین خواستار آتش‌بس فوری جنگ حماس و اسرائیل شد. او برخی از اقدامات هر دو طرف درگیری را مایه حیرت، وحشت و استیصال جهان خواند.
جمیله علم‌الهدی، همسر سید ابراهیم رئیسی پانزدهم آبان‌ماه ۱۴۰۲ در نامه‌ای خطاب به همسران روسای جمهور چهل کشور اروپایی نوشت: «از همسرتان بخواهید، قتل کودکان و زنان بی‌پناه فلسطینی را محکوم کنند و برای برقراری صلح به اقدامات فوری و مؤثری دست بزنند.» جلیل محبی، دبیر ستاد امر به معروف و نهی از منکر در واکنش به این درخواست همسر رئیسی از همسران روسای جمهور چهل کشور اروپایی در حساب توییتری (اکس) خود نوشت: «جلوی زنتو بگیر…»

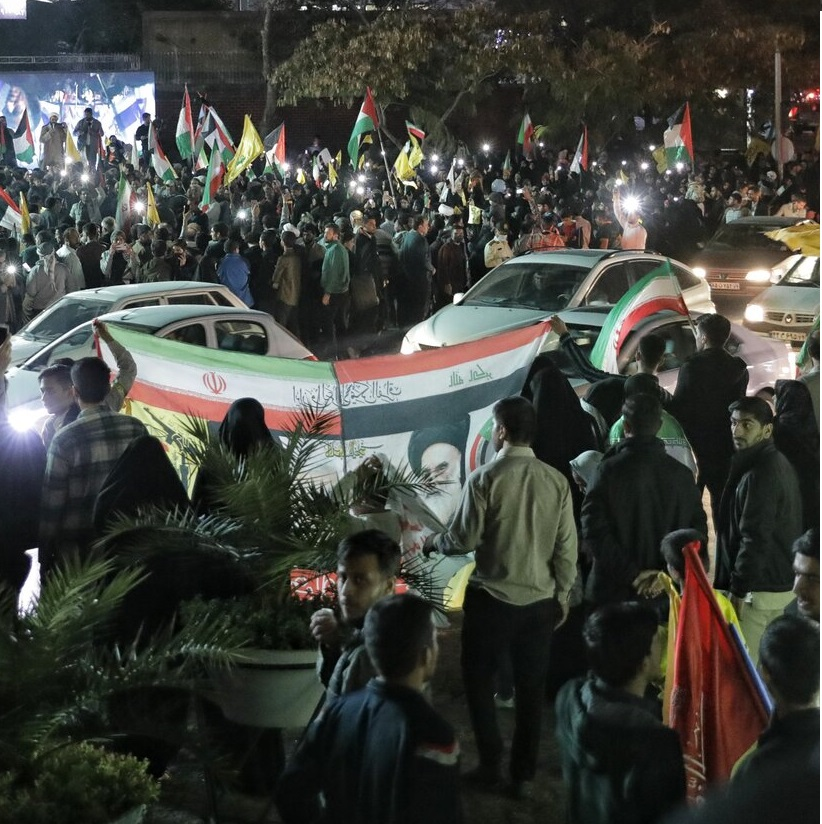
تظاهرات حمایت از حماس و مردم فلسطین در ایران

### ایالات متحده آمریکا

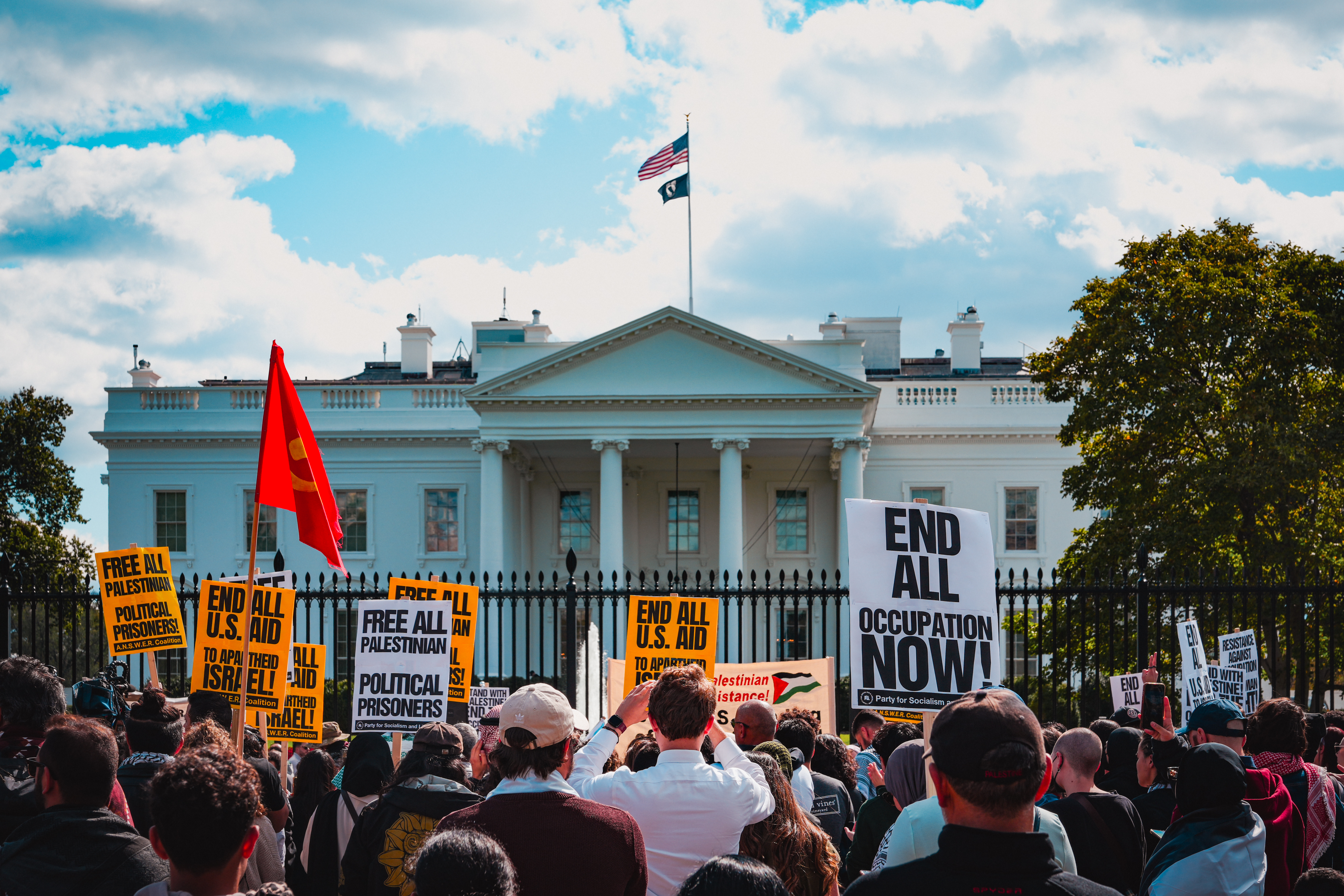
تجمع اعتراضی در مقابل کاخ سفید در حمایت از مردم فلسطین

جو بایدن، رئیس‌جمهور آمریکا با صدور بیانیه‌ای این حملات را محکوم کرد و گفت که آماده است «همه ابزارهای حمایتی مناسب را به دولت و مردم اسرائیل ارائه دهد». استفانی هالت، سرپرست سفیر اسرائیل در اسرائیل، گفت که «از تصاویری که از جنوب اسرائیل از غیرنظامیان کشته و زخمی‌شده به دست تروریست‌های غزه منتشر می‌شود، ناراحت است». کاخ سفید با صدور بیانیه‌ای اعلام کرد که ایالات متحده «به صراحت حملات بی‌دلیل تروریست‌های حماس علیه غیرنظامیان اسرائیلی را محکوم می‌کند».
آنتونی بلینکن، وزیر امور خارجه آمریکا در مصاحبه‌ای تأکید کرد که هنوز شواهدی مبنی بر دخالت ایران در این حمله را مشاهده نکرده است، ولی بدون شک روابط عمیقی وجود دارد.
دونالد ترامپ، رئیس‌جمهور سابق آمریکا، دولت ایران را به حمایت از حمله حماس متهم کرد و گفت که موافقت دولت بایدن برای آزادسازی ۶ میلیارد دلار از سرمایه‌های مسدود شده ایران در ازای آزادی زندانیان در سپتامبر ۲۰۲۳ می‌تواند در این حمله نقش داشته باشد.

### سایر کشورها

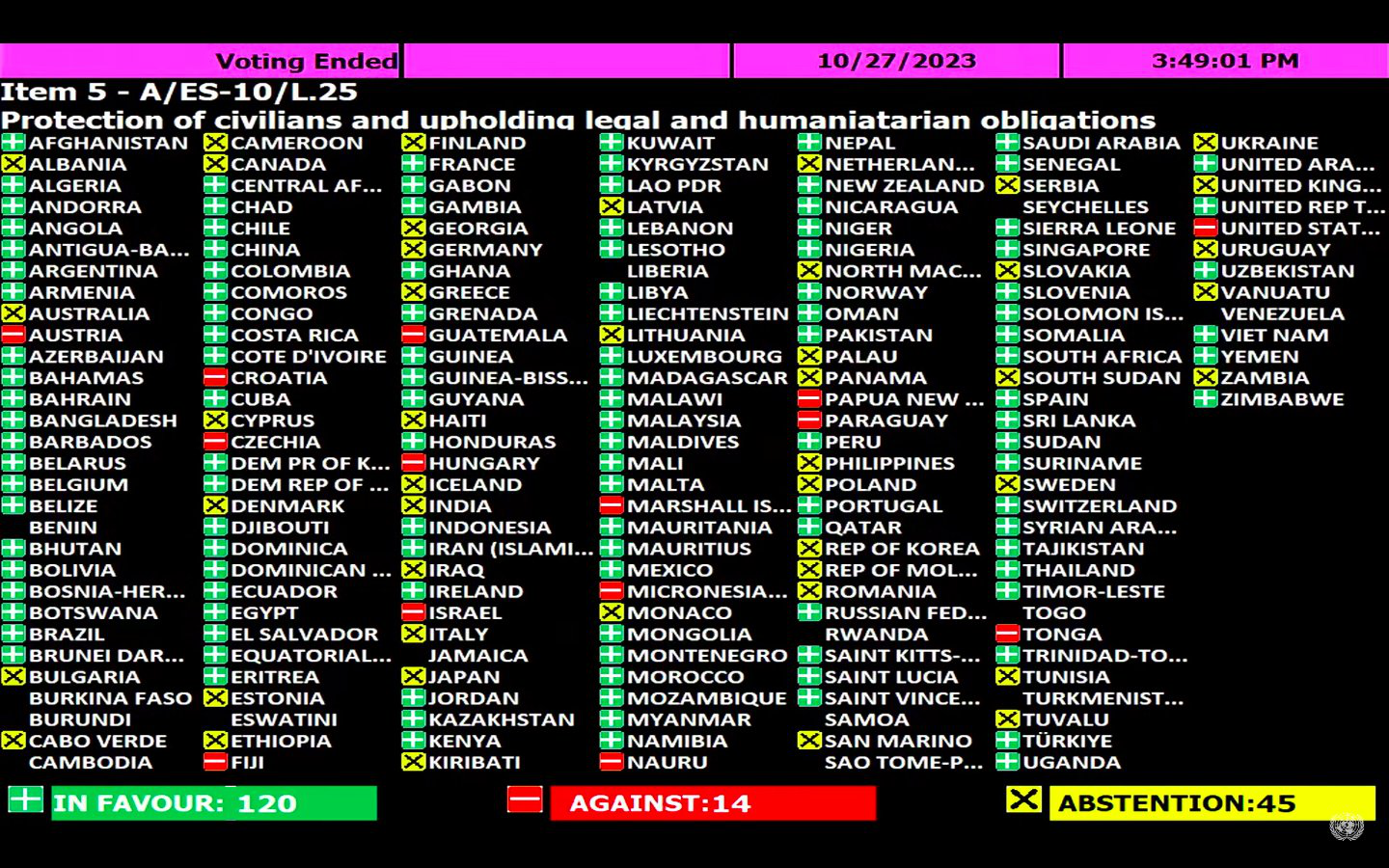
رای کشورها به قطعنامه ES-10/L.25 مجمع عمومی سازمان ملل متحد

واکنش‌های بین‌المللی به جنگ حماس و اسرائیل منطقه‌ای که در آن درگیری‌ها در جریان است. کشورهایی که از حماس حمایت یا اسرائیل را محکوم کردند. کشورهایی که از اسرائیل حمایت یا اقدامات حماس را محکوم کردند.
کشورهای بی‌طرف
نامعلوم

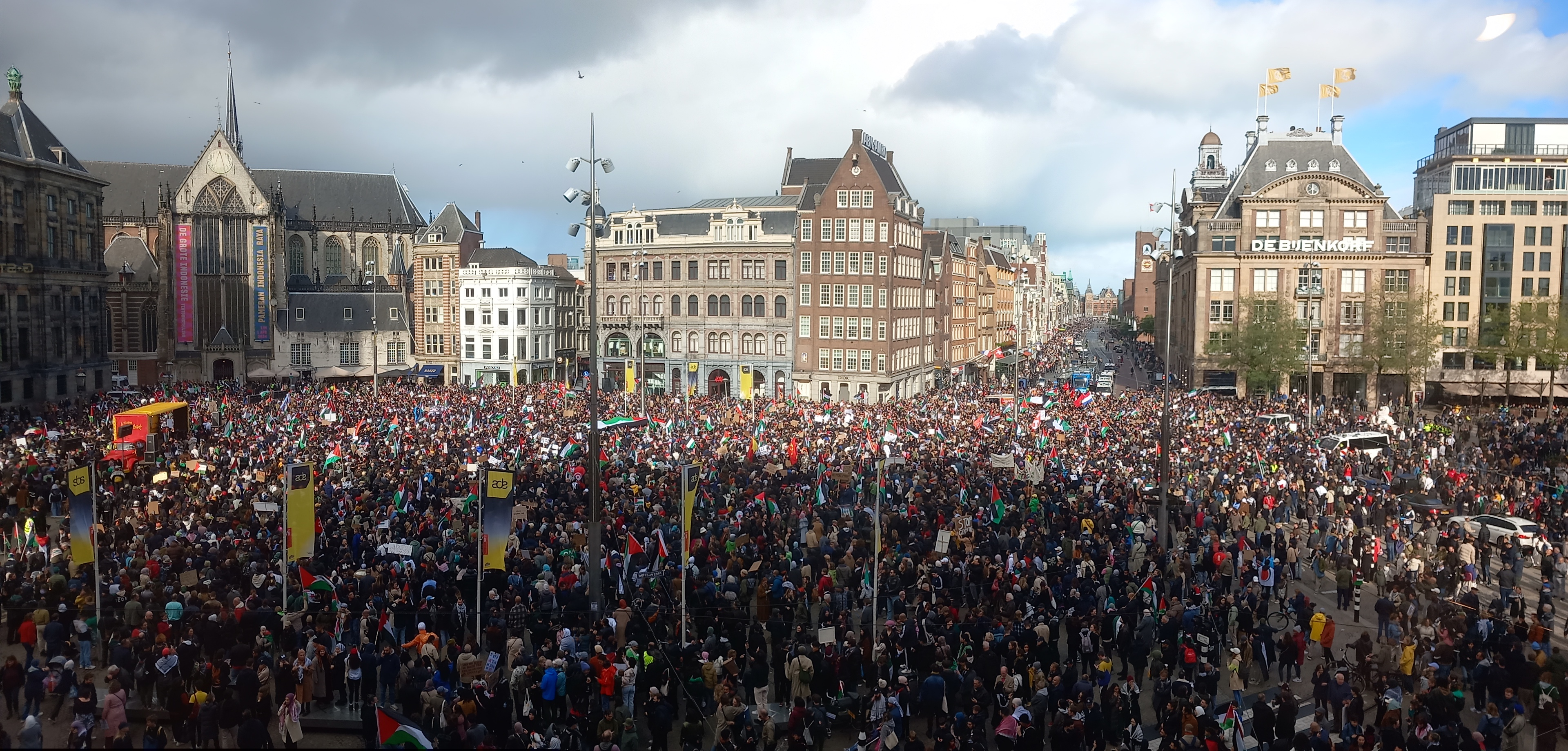
راهپیمایی هزاران نفر علیه جنگ در غزه. آمستردام، ۱۵ اکتبر ۲۰۲۳

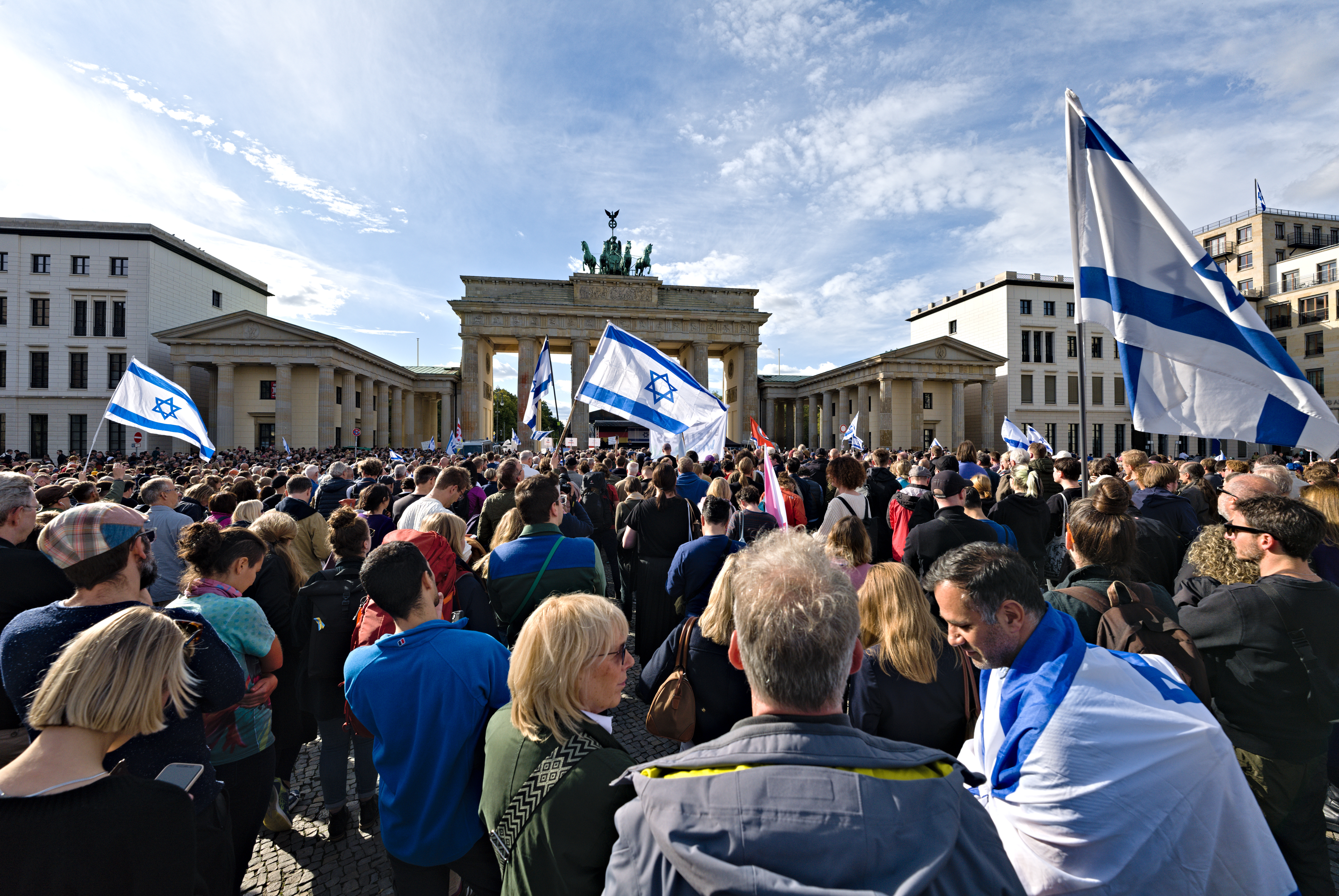
تجمع حامیان اسرائیل در برلین

- جمهوری آذربایجان: وزارت امور خارجه «خشونت علیه غیرنظامیان» را محکوم کرد و خواستار «کاهش فوری تنش‌ها» از سوی دو طرف شد.[نیازمند منبع]
- آفریقای جنوبی: وزارت امور خارجه با صدور بیانیه‌ای خواستار کاهش تنش‌ها شد و علت چنین وقایعی را «تداوم اشغال غیرقانونی سرزمین فلسطین، ادامه شهرک‌سازی، هتک حرمت مسجد الاقصی و اماکن مقدس مسیحیان و ظلم مداوم به مردم فلسطین» از سوی اسرائیل دانست. آفریقای جنوبی اما حمایت خود را از راه حل دو کشوری اعلام کرد.[۲۹۷]
- آلبانی: ادی راما نخست‌وزیر آلبانی و ایگلی حسنی وزیر امور خارجه، این حمله را به شدت محکوم کردند و با قربانیان، خانواده‌های آنها و تمامی اسرائیل ابراز همبستگی کردند.[۲۹۸][۲۹۹]
- آلمان: اولاف شولتس، صدراعظم آلمان گفت: «از خبر وحشتناک پرتاب موشک از غزه و تشدید خشونت هاً عمیقاً شوکه شده‌ایم.» وی همچنین گفت که آلمان حمله حماس را محکوم کرده و در کنار اسرائیل خواهد ماند. آلمان ۱۲۵ میلیون یورو (۱۳۱ میلیون دلار) کمک‌های توسعه‌ای به فلسطین را در پاسخ به حمله حماس به حالت تعلیق درآورد و اعلام کرد که سایر پروژه‌ها و کمک‌های ارائه شده را بررسی خواهد کرد.[۳۰۰]
- اسپانیا: پدرو سانچز، نخست‌وزیر اسپانیا، کشتار مردم فلسطین توسط اسرئیل را غیرقابل قبول خواند. نخست‌وزیر اسپانیا خواستار پایبندی اسرائیل به قوانین بین‌المللی شد.[۳۰۱] یولاندا دیاز (Yolanda Díaz) وزیر کار دولت اسپانیا از جامعه جهانی خواست تا بر اسرائیل فشار بیاورد تا از کشتار غزه جلوگیری کند.[۳۰۲]
- بلژیک: الکساندر دی کرو، نخست‌وزیر بلژیک، از اسرائیل خواست قوانین بشردوستانه بین‌المللی احترام بگذارد و تأکید کرد کشتار غیرنظامیان باید متوقف شود.[۳۰۱]
- اردن: ملک عبدالله دوم محاصره نوار غزه توسط اسرائیل و «مجازات دسته جمعی» فلسطینیان در غزه را محکوم کرد.[۳۰۳] در ۱ نوامبر ۲۰۲۳، اردن سفیر خود از اسرائیل را فراخواند و این کشور را به ایجاد «فاجعه انسانی بی‌سابقه» و «کشتن مردم بی گناه در غزه» متهم کرد.[۳۰۴] علاوه بر این، اردن اعلام کرد که سفیر اسرائیل که پس از درگیری اسرائیل با غزه، اَمّان پایتخت این کشور را ترک کرده بود، اجازه بازگشت نخواهد داشت.[۳۰۵][۳۰۶] در نوامبر ۲۰۲۳، نخست‌وزیر اردن اشاره کرد که اردن در حال بررسی همه گزینه‌های موجود در پاسخ به تجاوز اسرائیل به غزه و پیامدهای بعدی آن است.[۳۰۵][۳۰۶]
- آنتیگوآ و باربودا: دولت با صدور بیانیه‌ای حملات حماس را محکوم کرد و با خانواده‌های قربانیان این حملات ابراز همدردی کرد.[۳۰۷]
- روسیه: پوتین رئیس‌جمهور روسیه معتقد است حمله حماس، هم از نظر مقیاس و هم از نظر ویژگی‌های آن در تاریخ سابقه ندارد. وی محاصره غزه را با اقدام نازی‌ها در محاصره لنینگراد مقایسه کرده است.[۳۰۸]
- کلمبیا: رئیس‌جمهور این کشور، رفتار اسرائیل در این جنگ را با رفتار نازی‌ها مقایسه کرده است.[۳۰۹] کلمبیا سفیر خود را به نشانه اعتراض به بمباران‌های غزه از اسرائیل فراخواند.[۳۱۰]
- گابن: گابن یکی از چهار کشوری بود که با روسیه در شورای امنیت سازمان ملل متحد به قطعنامه‌ای رای داد که تمام خشونت‌ها در غزه را بدون محکومیت صریح حماس محکوم می‌کند.[۳۱۱]
- غنا: وزارت امور خارجه با انتشار بیانیه‌ای اعلام کرد: «در حالی که غنا حمایت خود از حق موجودیت اسرائیل و دفاع از خود را تأیید می‌کند، از دولت اسرائیل می‌خواهد که در واکنش به حملات حماس خویشتن‌دار باشد».[۳۱۲]
- آنگولا: آنگولا خواستار خویشتن داری و گفتگو از سوی دو طرف شد.[۳۱۳]
- بوتسوانا: وزارت امور خارجه با صدور بیانیه‌ای خشونت علیه غیرنظامیان از سوی هر دو طرف را محکوم کرد و خواستار توقف فوری درگیری‌ها شد.[۳۱۴]
- ترکیه: به دلیل رخ دادن فاجعه انسانی در غزه از سوی اسرائیل و امتناع اسرائیل از درخواست آتش‌بس سفیر خود را فراخواند.[۳۱۵]
- جمهوری دموکراتیک کنگو: جمهوری دموکراتیک کنگو حماس را محکوم کرد و از اسرائیل حمایت کرد.[۳۱۶]
- جیبوتی:جیبوتی حمایت خود را از فلسطین اعلام کرد.[۳۱۷]
- گینه بیسائو: رئیس‌جمهوری گینه بیسائو با ابراز تاسف از تشدید خشونت‌ها و تلفات انسانی، اقدامات اسرائیل را محکوم کرد و خواستار آتش‌بس در نوار غزه شد.[۳۱۸]
- کنیا: وزیر امور خارجه کنیا گفت که این کشور به شدت «حمله تروریستی نفرت‌انگیز علیه اسرائیل» را محکوم کرده و از کشتار بی‌معنا و تلفات جانی متأسف است. وی همچنین گفت که کنیا «حق اسرائیل برای مقابله به مثل» را می پدیرد، اما خواستار «راهی مسالمت آمیز برای حل این تحول ناگوار» است.[۳۱۹]
- آرژانتین: وزارت امور خارجه آرژانتین ضمن ابراز «تأسف» از «اقدامات تروریستی حماس علیه اراضی اسرائیل» با مردم اسرائیل و آسیب‌دیدگان همدردی کرد.[۳۲۰]
- افغانستان: وزارت امور خارجه افغانستان می‌نویسد: امارت اسلامی افغانستان حوادث اخیر در نوار غزه را به دقت رصد کرده و وقوع چنین حوادثی را نتیجه پایمال شدن حقوق مردم مظلوم فلسطین توسط صهیونیست‌ها و توهین‌ها و بی‌احترامی‌های مکرر به مسلمان و اماکن مقدس می‌داند. و هر نوع دفاع و مقاومت ملت فلسطین برای آزادی را کاملاً مشروع و حق مسلم آنها دانسته‌اند».[۳۲۱]
- الجزایر: وزارت امور خارجه الجزایر، با صدور بیانیه‌ای بمباران غزه توسط اسرائیل را به شدت محکوم کرد و خواستار مداخله نهادهای بین‌المللی در درگیری و اعلام همدردی با فلسطینی‌هایی که علیه «شهرک سازی استعماری اسرائیل» می‌جنگند، شد.[۳۲۲] همچنین نمایندگان مجلس الجزایر با اکثریت آرا به نیروهای مسلح اجازه دادند تا در صورت لزوم، وارد جنگ با اسرائیل شود.[۳۲۳]
- امارات متحده عربی: این کشور خواستار آتش‌بس فوری شد و از جناح‌های درگیر خواست تا خویشتن‌داری پیش بگیرند. وزارت خارجهٔ امارات متحدهٔ عربی در اعلامیه‌ای ضمن تأکید بر محافظت از غیرنظامیان با همه قربانیان ابراز همدردی کرد.[۳۲۴]
- سوریه بعثی: وزارت خارجهٔ سوریه، حملات حماس به اسرائیل را به مثابهٔ «دستاورد افتخارآمیز» خواند و گفت که این ثابت می‌کند تنها راه دستیابی فلسطینی‌ها به حقوق مشروع، مقاومت در همه اشکال آن است. همچنین اعلام کرد که حکومت سوریه از مردم و نیروهایی که بر ضد «تروریسم صهیونیزم» می‌جنگند، حمایت می‌کند.[۳۲۴]
- شیلی: این کشور سفیر خود را به نشانه اعتراض به بمباران‌های غزه از اسرائیل فراخواند.[۳۱۰]
- جیبوتی:جیبوتی حمایت خود را از فلسطین اعلام کرد.[۳۱۷]
- فرانسه: رئیس‌جمهور فرانسه، امانوئل مکرون، حملات حماس را یک اقدام تروریستی خواند و آن را محکوم کرد. او همچنین در رسانه‌های اجتماعی اعلام کرد که پاریس با اسرائیل و اسرائیلی‌ها و حق دفاع آنان متحد است.[۳۲۴]
- مراکش: دولت سلطنتی مراکش با نشر اعلامیه‌ای ضمن نگرانی از وخیم‌تر شدن وضعیت نظامی در نوار غزه، حملات بر غیرنظامیان را در هر دو جناح محکوم کرد و از هر دو جناح درگیر خواست تا زودتر جنگ را متوقف کنند.[۳۲۴]
- قطر: اندکی پس از حمله حماس به اسرائیل وزارت امور خارجه قطر بیانیه‌ای منتشر کرد و اسرائیل را مسوول حمله حماس دانست.[۳۲۵]
- مصر: وزارت امور خارجه مصر نسبت به «خطرات شدید» هشدار داد و کاهش تنش را تشویق کرد.[۳۲۶]
- کره جنوبی: وزارت امور خارجه با صدور بیانیه‌ای اعلام کرد که دولت حملات بی‌رویه حماس به اسرائیل از جمله حملات موشکی را به شدت محکوم کرده و خواستار توقف فوری درگیری‌ها شد.[۳۲۵]
- تاجیکستان: وزارت خارجه این کشور اقدامات خشونت‌آمیز را به شدت محکوم کرد و از طرفین خواست فوراً به خشونت پایان دهند و گفت و گوها را برای عادی سازی اوضاع و جلوگیری از تشدید تنش‌ها در خاورمیانه آغاز کنند.[نیازمند منبع]
- هندوراس: سفیر خود را از اسرائیل در اعتراض به نقض قوانین بشردوستانه بین‌المللی در نوار غزه فراخواند.[۳۲۷][۳۲۸]

### سازمان‌های بین‌المللی

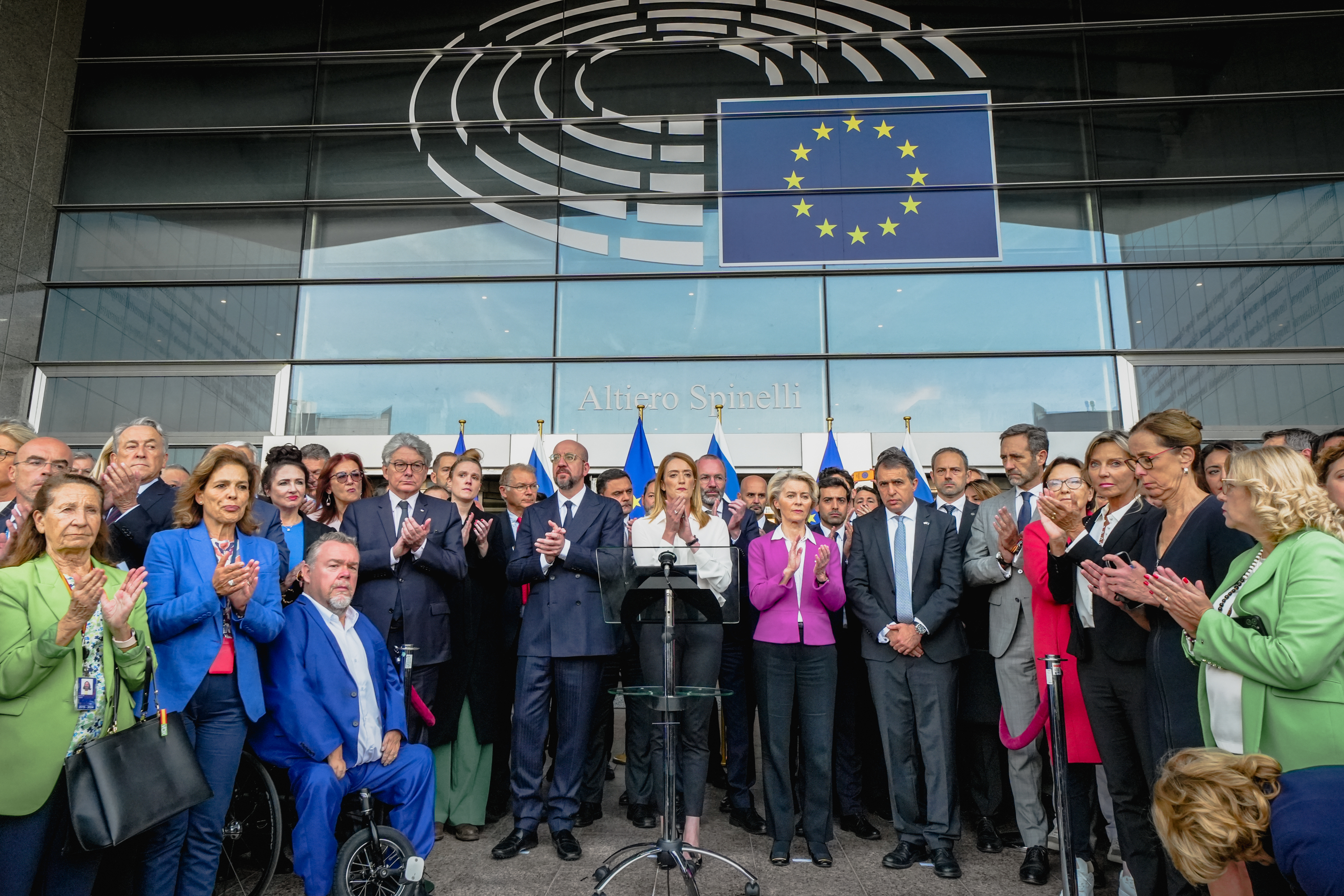
تجمع برای حمایت از اسرائیل در مقابل مقر پارلمان اروپا در بروکسل با حضور روبرتا متسولا (رئیس پارلمان اروپا)، اورسولا فون در لاین (رئیس کمیسیون اروپا)، شارل میشل (رئیس شورای اروپا) و اعضای پارلمان اروپا.

- اتحادیه آفریقا: موسی فکی، رئیس کمیسیون اتحادیه آفریقا، نگرانی عمیق خود را از این وضعیت ابراز کرد و خواستار توقف فوری درگیری‌ها شد. وی یادآور شد که انکار حقوق اساسی مردم فلسطین، به ویژه حقوق آنان به عنوان یک کشور مستقل و دارای حاکمیت، علت اصلی تنش دائمی میان اسرائیل و فلسطین است.[۳۲۹]
- اتحادیه عرب: این اتحادیه گفت: تداوم اجرای سیاست‌های خشونت‌آمیز و افراطی اسرائیل، بمب ساعتی است که منطقه را از هرگونه فرصت جدی برای ثبات در آینده قابل پیش‌بینی محروم می‌کند.[نیازمند منبع]
- انجمن ملل آسیای جنوب شرقی: در ۲۰ اکتبر، اتحادیه بیانیه‌ای منتشر کرد که در آن خواستار پایان فوری خشونت شد و از هر دو طرف خواست تا امنیت غیرنظامیان را تضمین کنند و یک کریدور بشردوستانه ایجاد کنند. همچنین از جامعه بین‌المللی خواست تا روند صلح بین اسرائیل و فلسطین را دنبال کند. این اتحادیه بار دیگر بر «حمایت خود از راه حل دو کشوری از طریق مذاکره» برای مناقشه اسرائیل و فلسطین تأکید کرد.[۳۲۵]
- اتحادیه اروپا: اورسولا فون در لاین، رئیس کمیسیون اروپا گفت که او به صراحت حملات انجام شده توسط تروریست‌های حماس علیه اسرائیل را محکوم می‌کند و آن را تروریسم در نفرت انگیزترین شکل آن می‌داند و می‌گوید: «اسرائیل حق دارد از خود در برابر چنین حملات شنیع دفاع کند». دیمیتار تزانچف سفیر اتحادیه اروپا در اسرائیل نیز این حمله را محکوم کرد.[۳۳۰][۳۳۱]
- ناتو: دیلن وایت، سخنگوی این اتحادیه در بیانیه‌ای گفت که این اتحادیه حملات حماس را علیه اسرائیل، شریک ناتو محکوم می‌کند و اسرائیل حق دارد از خود دفاع کند.[۳۳۲]
- سازمان ملل متحد: هماهنگ‌کننده ویژه سازمان ملل متحد برای روند صلح خاورمیانه، تور ونزلند، این حمله را محکوم کرد و اظهار داشت که «رویدادها منجر به صحنه‌های وحشتناک خشونت و تلفات و جراحات بسیاری در اسرائیل شده است» وی همچنین تأکید کرد که حملات شنیع که غیرنظامیان را هدف قرار می‌دهند باید فوراً متوقف شوند.[۳۳۳]

### گروه‌ها
- حوثی‌ها: در ۱۹ نوامبر ۲۰۲۳ حوثی‌های یمن یک کشتی تجاری به نام «گلکسی لیدر» با ۵۲ خدمه را در پهنه دریای سرخ توقیف کردند؛ این کشتی متعلق به «رامی اونگر» یک تاجر اسرائیلی است.[۳۳۴] همچنین یمنی‌ها جنوب اسرائیل از جمله بندر ایلات را با موشک‌های بالستیک مورد حمله قرار دادند.[۳۳۵]
- جنبش مقاومت اسلامی نجباء: در ۲۳ آبان ۱۴۰۲ این گروه حمله موشکی به بندر ایلات در اسراییل داشت. موشک‌ها از پدافند هوایی اردن، عربستان و اسرائیل عبور کردند.[۳۳۶]
- مقاومت اسلامی عراق: در ۱۱ آبان ۱۴۰۲ یک هدف را در سواحل بحرالمیت بین اردن و اسراییل را مورد حمله قرار داد. همچنین در ۱۲ آبان ۱۴۰۲ بندر ایلات مورد حمله قرار گرفت.[۳۳۷]

## پیامدها

### تأثیرات انسانی

#### درغزه

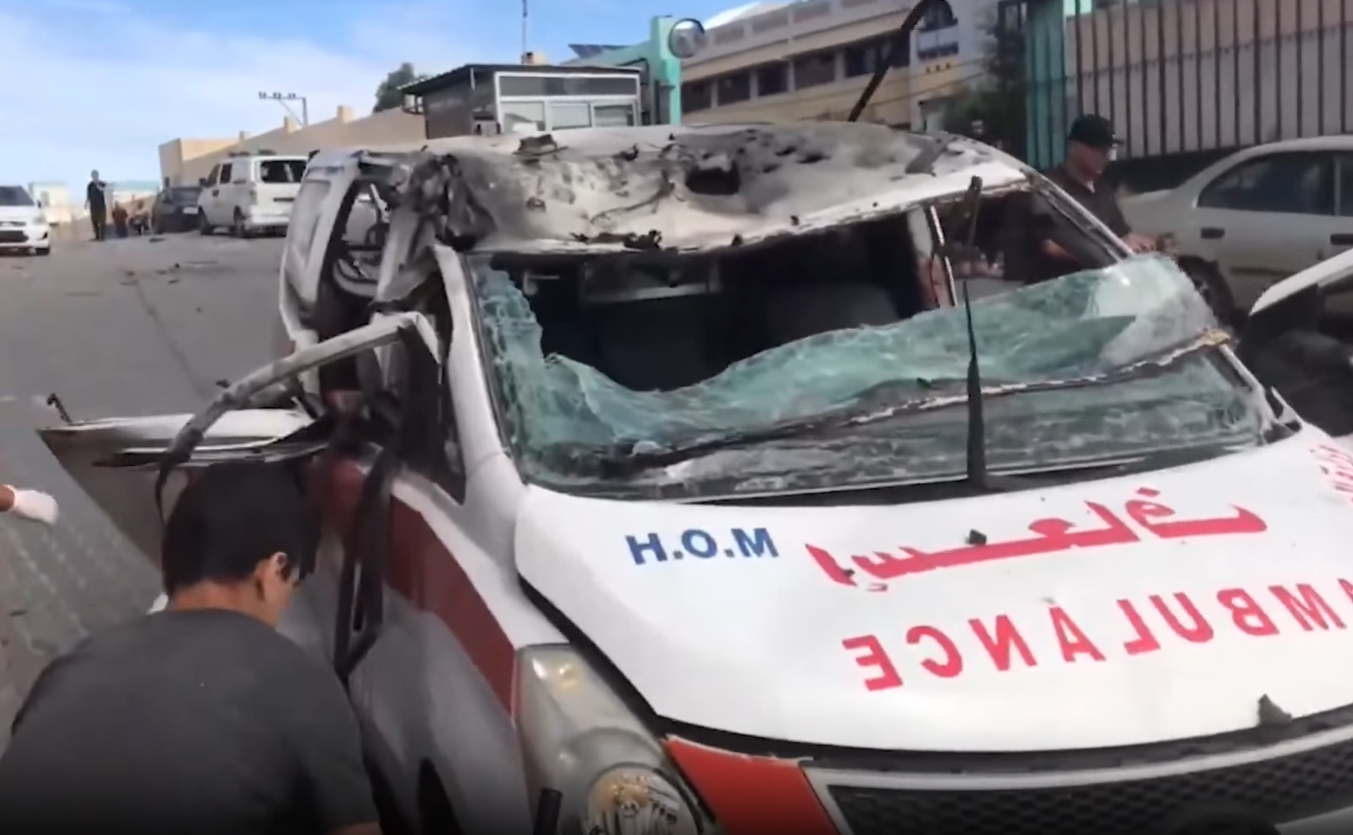
خسارت به آمبولانس فلسطینی در حملات هوایی اسرائیل

به گزارش سازمان ملل متحد، این جنگ تاکنون بیش از یک میلیون فلسطینی را آواره کرده است. حملات هوایی اسرائیل بیش از هزار خانه را ویران ساخت و ۵۶۰ واحد مسکونی را غیرقابل سکونت کرده است. همچنین حملات به زیر ساخت‌های محدود غزه موجب قطع آب و برق شده است که بر بیش از ۶۵۰۰۰۰ نفر از ساکنان غزه تأثیر گذاشته است. قطعی برق در بیمارستان‌ها موجب اختلال گسترده در روند درمان بیماران و زخمی‌ها نیز شده است. سازمان‌های بشردوستانه سازمان ملل هشدار دادند که غزه در آستانه تمام شدن غذا، آب، برق و منابع حیاتی است که این امر موجب ایجاد بحران انسانی جدید خواهد شد.
در ۱۲ اکتبر، اردن تأیید کرد که یک هواپیمای کمکی به غزه از طریق مصر خواهد فرستاد که اولین پرواز کمک‌های بشر دوستانه از زمان آغاز جنگ است. در همین ایام، مصر از جلوگیری اسرائیل در ارسال کمک‌های بشر دوستانه به غزه و خروج غیر نظامیان از غزه خبر داد.

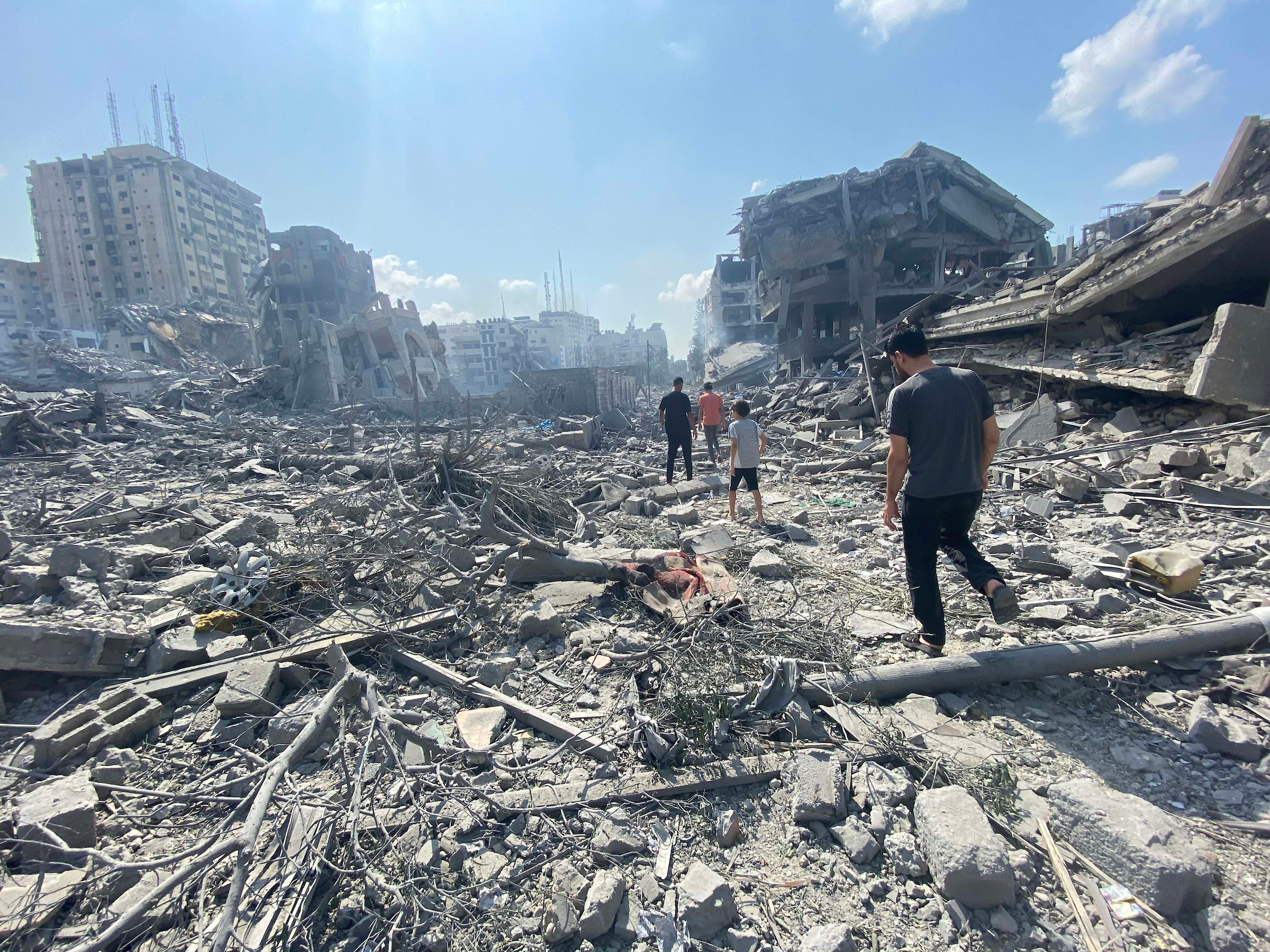
خانه‌های ویران شده در غزه پس از حملات هوایی اسرائیل به غزه(۳)

طبق آمار یورو نیوز به نقل از «کمیته حفاظت از روزنامه نگاران»، این مناقشه سبب به وجود آمدن مرگبارترین ماه در سه دهه اخیر برای خبرنگاران شده است که از مجموع ۵۳ خبرنگار کشته شده، ۴۶ نفر فلسطینی ۳ نفر لبنانی (به نقل از کمیته مزبور) و ۴ نفر از اسرائیل (به نقل از مقامات اسراییلی) بوده است.

#### دراسرائیل
گزارش شده است که یک آمبولانس ستاره داوود سرخ توسط شبه نظامیان فلسطینی به غزه برده شده است. همچنین مرکز پزشکی بارزیلای که در اشکلون واقع شده است مورد اصابت راکت قرار گرفت که تلفاتی در برنداشت اما موجب «اختلالاتی» در ارائه خدمات به بیماران شد.

### اقتصادی
وزارت انرژی اسرائیل به شورون دستور داد تا میدان گاز تامار را به‌طور موقت خاموش کند.
در ۸ اکتبر، شاخص TA-35 اسرائیل ۶٫۴۷ درصد کاهش یافت، که بزرگ‌ترین زیان آن از سال ۲۰۲۰ تاکنون بود. ارزش شیکل جدید اسرائیل با ۱٫۶۳ درصد کاهش به ۳٫۹۰ در برابر دلار آمریکا رسید که ضعیف‌ترین شاخص آن در هفت سال گذشته است. در واکنش به این آمارها، بانک اسرائیل در ۹ اکتبر اعلام کرد که تا ۳۰ میلیارد دلار ارز خارجی در بازار آزاد خواهد فروخت. این اولین فروش ارز توسط بانک مرکزی اسرائیل است.
در جریان این جنگ اقتصاد اسرائیل ۲۰ درصد کوچک شده است.

### تأثیر بر عادی سازی روابط اسرائیل و عربستان سعودی
تایمز اسرائیل در یک گزارش تحلیلی نوشت: «حملات خشونت‌آمیز حماس، چشم‌های جهان را به سمت فلسطینی‌ها معطوف کرده و ضربه سختی به شتاب‌گرفتن یک توافق مهم میان اسرائیل و عربستان سعودی با میانجیگری آمریکا وارد کرده است».
گمانه زنی‌هایی مبنی بر اینکه ایران در تلاش برای خرابکاری در عادی‌سازی روابط بین اسرائیل و عربستان سعودی است به وجود آمد. رئیس سابق آژانس امنیتی اسرائیل، شین بت، نئومی نویمان می‌گوید: این حمله می‌تواند تا حدودی به دلیل امیدهای ایران برای خنثی کردن تلاش‌ها برای عادی سازی روابط بین اسرائیل و عربستان سعودی باشد. با این حال، ناصر کنعانی سخنگوی وزارت امور خارجه ایران، ادعای دست داشتن تهران در حمله حماس را رد کرد.

### تأثیر برجنگ روسیه و اوکراین
اوکراین تأکید می‌کند که روسیه در تلاش است تا از درگیری اسرائیل و حماس برای کاهش حمایت بین‌المللی از اوکراین سوء استفاده کند، در حالی که مسکو آن را به عنوان یک شکست از سوی غرب توصیف می‌کند. رئیس‌جمهور اوکراین، ولودیمیر زلنسکی، روسیه را متهم کرد که به دنبال تسریع درگیری در خاورمیانه است تا وحدت جهانی را تضعیف کند، اختلافات و تضادها را افزایش دهد و در نتیجه به روسیه کمک کند تا آزادی در اروپا را نابود کند. ولادیمیر پوتین، رئیس‌جمهور روسیه، جنگ را نمونه بارز شکست سیاست ایالات متحده در خاورمیانه اعلام کرد و افزود که واشینگتن به‌طور مداوم منافع اساسی فلسطینیان را در نظر نگرفته است. مفسران روسی نزدیک به کرملین، جنگ را شکست نظامی و اطلاعاتی غرب توصیف کردند و پیش‌بینی کردند که این جنگ حمایت غرب از اوکراین را کاهش می‌دهد. نیویورک تایمز اعلام کرد که روابط روسیه با اسرائیل رو به وخامت است که بخشی از آن ناشی از حمایت غرب از اوکراین و ادامه حمایت ایران از روسیه در جنگ روسیه و اوکراین است. پلیتیکو نوشت که این یک نتیجه قطعی بود که جنگ توجه ایالات متحده را از اوکراین منحرف خواهد کرد.
اداره اصلی اطلاعات اوکراین، روسیه را به انتقال تسلیحات ساخت غرب که در اوکراین به تصرف خود درآورده بود به حماس متهم کرد تا اوکراین را به خاطر فروش آنها سرزنش کند.

## تحلیل و بررسی
به گفته دانیل بایمن و الکساندر پالمر، این حملات افول سازمان آزادی‌بخش فلسطین (ساف) و ظهور حماس به عنوان مرکز اصلی قدرت در سیاست فلسطین را به نمایش گذاشت. آنها در صورت حفظ وضعیت موجود، افول بیشتر ساف را پیش‌بینی کردند.
به گفته ست فرانتزمن، تحلیلگر اسرائیلی، این حمله به معنی تشدید قابل توجه درگیری بین اسرائیل و حماس است. به دلیل مقیاس و گستردگی قابل توجهی که شامل شلیک موشک و حملات مرزی در غزه می‌شود، متمایز بود. این رویداد نشان دهندهٔ انحراف قابل توجهی از درگیری‌های قبلی بود، که معمولاً به دنبال یک پیشرفت مرحله‌ای همراه با تشدید تدریجی تنش‌ها بود. این حمله با حملات ۱۱ سپتامبر و حمله عید تت مقایسه شده است.
پیتر بومونت، روزنامه‌نگار سیاسی، این حمله را «یک شکست اطلاعاتی برای اعصار» از سوی دولت اسرائیل توصیف کرد. به‌طور مشابه، سندیکای خبری یهود آن را «شکست در تخیل» می‌دانست. گزارش بی‌بی‌سی به پرسش شکست اطلاعاتی پرداخت و مدعی شد که در حالی که اسرائیل گسترده‌ترین و دارای بودجه کافی را در منطقه دارد و شبکه‌ای از خبرچین‌ها و عوامل در داخل گروه‌های شبه‌نظامی را دارد، اما نتوانسته بود تشدید تنش را پیش‌بینی کند. مقامات ایالات متحده از اینکه چگونه اطلاعات اسرائیل از هرگونه تدارک حماس بی‌خبر بود، ابراز شگفتی کردند. امیر آویوی، معاون سابق فرمانده لشکر غزه در ارتش اسرائیل، به فایننشال تایمز، که گزارش داد این حملات ایمان به سرویس‌های اطلاعاتی این کشور را متزلزل کرد، گفت: «این شکستی است که کوچک‌تر از جنگ یوم کیپور نیست».
منابعی در حماس و تشکیلات نظامی اسرائیل به رویترز گفتند که این حمله اوج مبارزات چند ساله حماس برای فریب اسرائیل به این فکر بود که این گروه در درجه اول به جای جنگیدن به مسائل اقتصادی و حکومتی علاقه‌مند است.
اسماعیل هنیه، رهبر حماس، احتمال داد که جنگ به اورشلیم و کرانه باختری گسترش خواهد یافت. هاشم صفی‌الدین، رئیس شورای اجرایی حزب‌الله نیز این نظرات را تکرار کرد.
ماکس آبراهمز، استاد دانشگاه نورث ایسترن اظهار داشت که این درگیری می‌تواند به جنگ بین اسرائیل و ایران تبدیل شود.
رویترز: حمله غافلگیرکننده فلسطینیان که از هوا و زمین به سرزمین‌های اشغالی صورت گرفت، «بدترین شکست دفاعی اسرائیل» پس از جنگ یوم کیپور در سال ۱۹۷۳، قلمداد شده است.

## پوشش رسانه‌ای

### گزارش‌های خشونت جنسی، سر بریدن و شکنجه

#### گزارش سر بریدن
پس از حمله اولیه حماس، شاهدان ارتش اسرائیل و سازمان زاکا گزارش دادند که اجساد نوزادان سر بریده شده را در محل کشتار کفار عزه مشاهده کردند. در جریان سفر آنتونی بلینکن به اسرائیل، عکس‌هایی از کشتار غیرنظامیان و سربازان اسرائیلی توسط حماس به او نشان داده شد. بلینکن تأیید کرد که سر بریده سربازان ارتش اسرائیل را دیده است. جو بایدن، رئیس‌جمهور آمریکا گفت که شواهد عکاسی از سر بریدن کودکان توسط تروریست‌ها را دیده است، کاخ سفید متعاقباً تصریح کرد که بایدن به گزارش‌های خبری در مورد سر بریدن اشاره کرده است که حاوی شواهد عکاسی و سند نیست. از ۱۲ اکتبر، سی‌ان‌ان به‌طور گسترده محتوای رسانه‌های آنلاین را برای راستی آزمایی جنایات مرتبط با حماس بررسی کرد، اما نتوانست به‌طور مستقل تأیید کند.
ان‌بی‌سی نیوز اعلام کرد که این گزارش نمی‌تواند به‌طور مستقل تأیید شود و هیچ مدرک عکاسی مبنی بر بریدن سر نوزادان ارائه نشده است.
این گزارش که ۴۰ نوزاد سر بریده شده‌اند، توجه گسترده‌ای را در رسانه‌های اجتماعی به خود جلب کرد، با بیش از ۴۰ میلیون بازخورد در X (توئیتر سابق) که توسط وب سایت اسرائیلی i24NEWS و حساب رسمی اسرائیل منتشر شد و به صفحه اول اخبار تقریباً دوازده روزنامه بریتانیایی رسید.

#### خشونت جنسی
تجاوز جنسی و خشونت جنسی علیه زنان اسرائیلی، به ویژه در طول کشتار جشنواره موسیقی رعیم گزارش شد. از ال پائیس، وایس، پی‌بی‌اس، اکونومیست، ایندیا تودی، هندوستان تایمز، تبلت و وای‌نت، گزارش‌هایی توسط شاهدان عینی مبنی بر تجاوز به زنان در اسرائیل منتشر شد.
از سوی دیگر تصاویر گسترده‌ای منتشر شد که نشان می‌داد نظامیان اسرائیلی اقدام به برهنه کردن اسرای فلسطینی و نگه داشتن آنها در معرض دید عموم و در هوای سرد می‌کنند.

### اطلاعات نادرست
دروغ‌رسانی با انتشار اطلاعات نادرست، گمراه کننده یا غیر مستند در هر دو طرف درگیری، دامنه وسیعی داشته است. بسیاری از محتوا ماهیت ویروسی داشته و ده‌ها میلیون پست در رسانه‌های اجتماعی در گردش است. برخی اطلاعات نادرست نیز به‌طور گسترده در رسانه‌های اصلی توزیع شده و توسط سران کشورها تکرار شده است.

#### ایران
خبرگزاری ایرنا به نقل از اطلاعات اسرائیل اعلام کرد که ارتش اسرائیل سلطه خود را از دست داده است.

#### چین
گزارش‌هایی وجود داشت که بایدو و سایر برنامه‌های ساخت چین، اسرائیل را از نقشه‌ها و نتایج جستجو حذف کردند.

## آتش‌بس
اسرائیل در نوامبر ۲۰۲۳ پی توافقی که در آن حماس پذیرفت در ازای ۱۵۰ زندانی فلسطینی، ۵۰ گروگان را آزاد کند با یک آتش‌بس موقت موافقت کرد. در ۱ دسامبر با انقضای آتش‌بس نبرد از سر گرفته شد.
زمزمه‌های آتش‌بس در تمامی دوران این درگیری وجود داشت. با این حال، چند روز پیش از تحلیف ترامپ به عنوان رئیس‌جمهور برگزیده ایالات متحده، طی مفاد آتش‌بسی جدید، چند تن از گروگان‌های اسرائیل آزاد شدند. براساس مفاد آتش‌بسی که ۴۲ روزه خوانده می‌شد، به مرور گروگان‌های اسرائیلی (پس از ۴۷۱ روز اسارت) آزاد و در ازای آن‌ها، زندانیان فلسطینی از اسرائیل آزاد می‌شدند. نخستین مرحله آتش‌بس، روز یکشنبه ساعت ۸:۳۰ به وقت محلی (۶:۳۰ به وقت گرینویچ) آغاز شد. مصر، از میانجیگران مذاکرات مدعی شده بود اسرائیل ۱۸۹۰ زندانی فلسطینی را در ازای ۳۳ گروگان اسرائیلی در مرحله نخست آزاد خواهد کرد. این مرحله حدود شش هفته ادامه خواهد داشت.
در پی این آتش‌بس، ایتامار بن گاویر، وزیر راست افراطی امنیت ملی از حزب اوتزما یهودیت از ائتلاف خارج و کابینه را ترک کرد.
در مرحلهٔ نخست آتش‌بس، سه زندانی اسرائیلی آزاد شده شامل سه زن بودند؛
- رومی گونن (نیاکان ایرانی الاصل)[۳۹۱] ۲۴ ساله
- امیلی داماری (دوتابعیتی-بریتانیا)[۳۹۱] ۲۸ ساله
- دورون استاینبرخر[۳۹۱] ۳۱ ساله

این سه زن، غروب یکشنبه توسط حماس در میدان سارایا واقع در مرکز شهر غزه، به نیروهای صلیب سرخ تحویل داده شدند. در نهایت گروگان‌ها در کریدور نتزاریم در اختیار ارتش اسرائیل قرار گرفتند.
در ازای این سه زن، اسرائیل ۹۰ زندانی فلسطینی را از زندان عوفر در کرانه باختری آزاد کرد.
با این حساب، به ازای هر گروگان اسرائیلی، ۳۰ زندانی فلسطینی آزاد می‌شوند.
نتانیاهو دربارهٔ این آتش‌بس گفته بود رئیس‌جمهورهای ایالات متحده حق اسرائیل برای ادامهٔ جنگ را محفوظ می‌دارند. وی افزود ما نیروهایمان را در محور فیلادلفیا و منطقه حائل در اطراف نوار غزه بیشتر خواهیم کرد.